# Saalhof

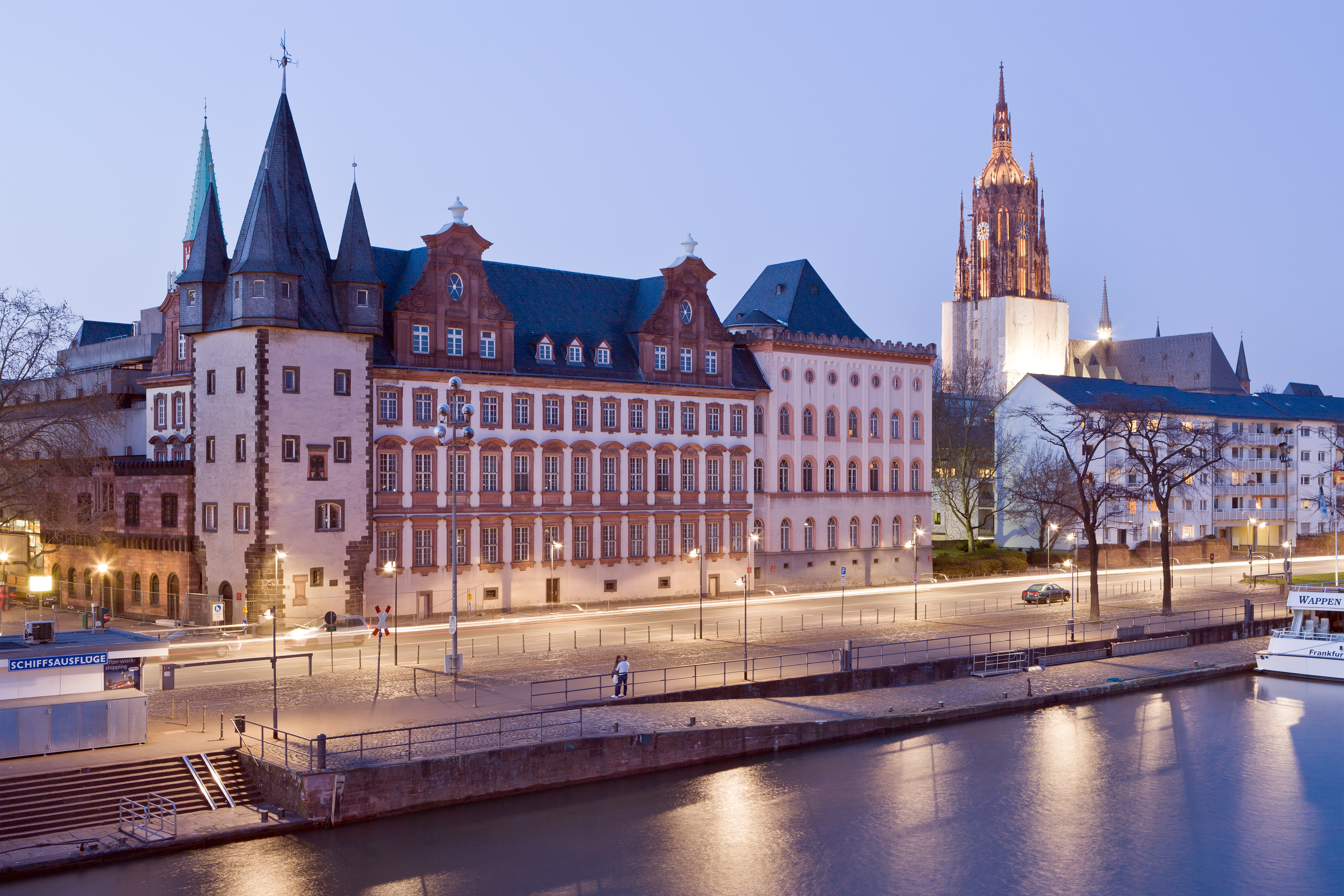
Saalhof vom Eisernen Steg aus mit Rententurm, Bernusbau und Burnitzbau (von links), März 2009

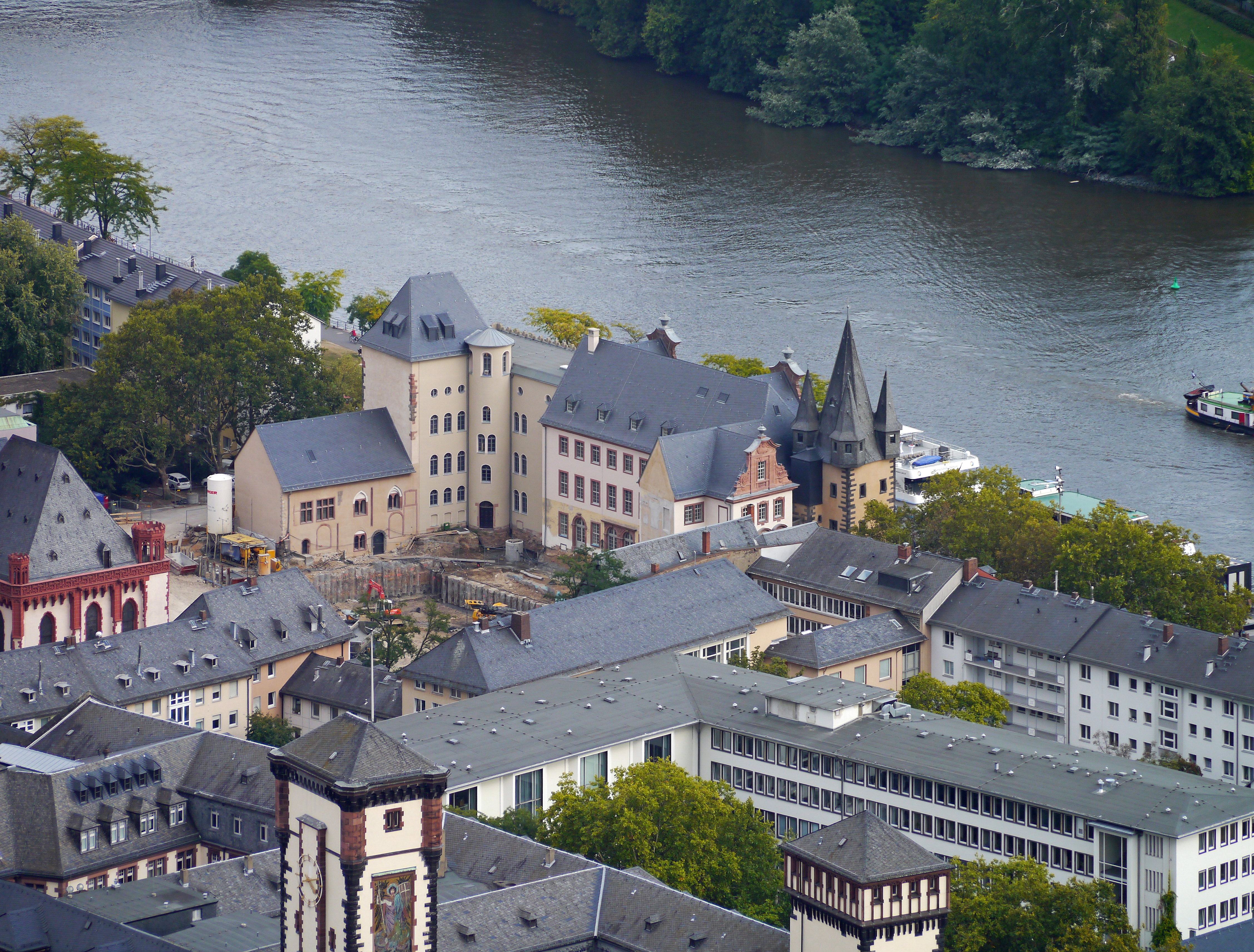
Freier Blick auf den Saalhof während des Neubaues des Historischen Museums (2012)

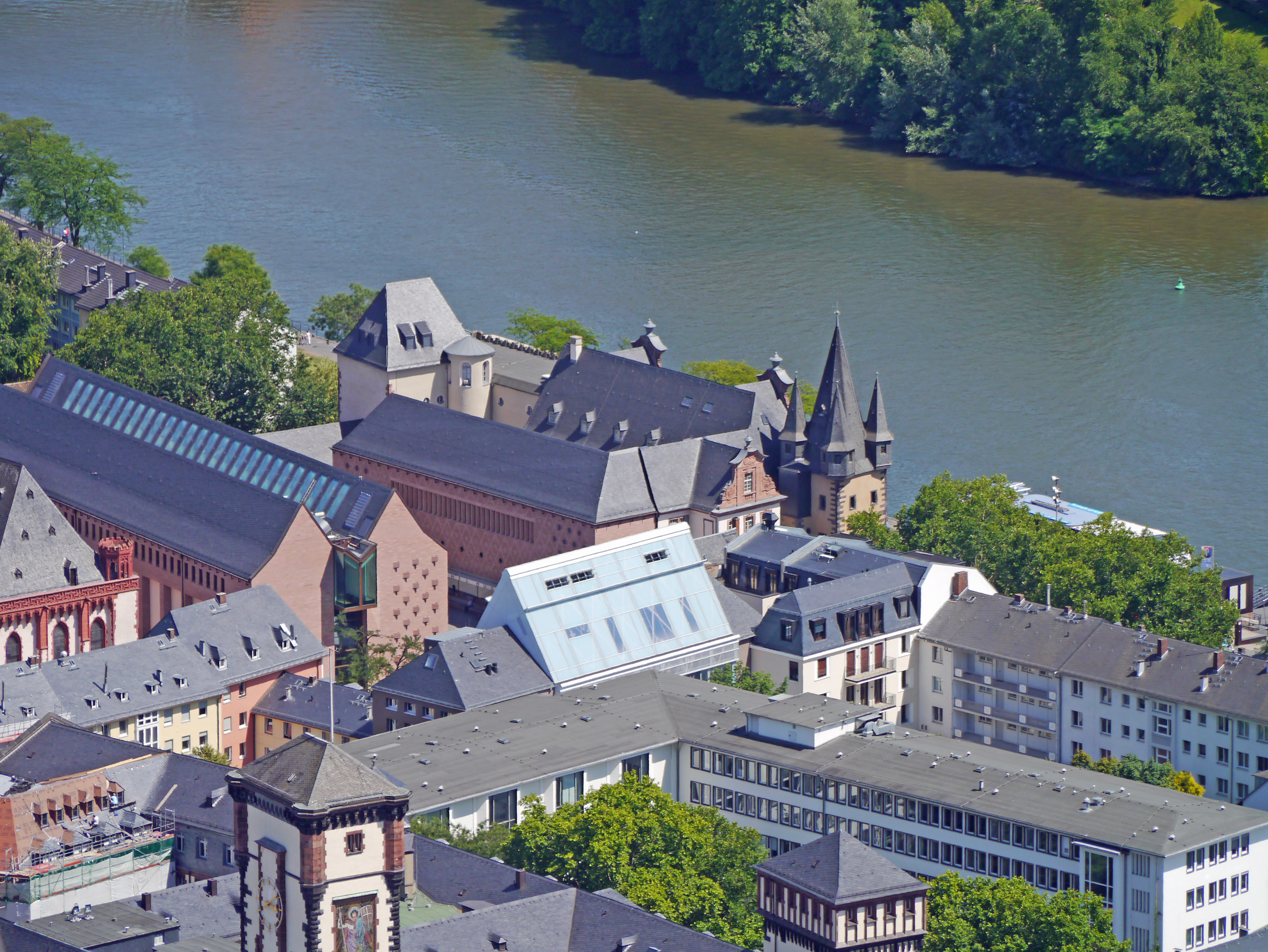
Saalhof und neues Historisches Museum vom Maintower aus (2018)

Der Saalhof – mit dem Rententurm, der ehemaligen Zollstelle, an seiner Westseite – ist das älteste erhaltene Bauwerk der Altstadt von Frankfurt am Main. Die Anfänge reichen bis zum Ende des 12. Jahrhunderts zurück, als im Zusammenhang mit der benachbarten älteren Königspfalz Frankfurt ein Wohnturm mit im Norden anschließendem zweigeschossigem Wohnbau errichtet wurde. Ab 1200 wurde der Wohnturm nach Osten durch einen Kapellenanbau erweitert.
Funktion und Verhältnis des Saalhofes zur älteren Königspfalz Frankfurt sind in der Forschung sehr umstritten. Die Deutungen reichen von einem Ersatz (oder einer Ergänzung) der frühmittelalterlichen Pfalz durch eine kleine staufische Reichsburg bis hin zum Sitz eines abhängigen Reichsministerialen als örtlichem Vertreter des Königs. Ab 1333 war der Saalhof in der Hand des Frankfurter Patriziers Jakob Knoblauch, galt aber bis Ende des 17. Jahrhunderts noch als Reichslehen. Er diente während der Frankfurter Messen als Ausstellungshalle holländischer Tuchmacher. Zahlreiche spätere Umbauten folgten, darunter das zum Fahrtor gelegene Zoll- und Wachhaus, der Rententurm (1454–1456), der barocke Bernusbau (1715–1717) und der 1840–1842 im Stil der italienischen Romanik errichtete Burnitzbau. Nach der Zerstörung durch die Luftangriffe auf Frankfurt am Main 1944 wurden die zum Main hin gelegenen Bauten wieder errichtet. Auf dem dahinter gelegenen Gelände entstand Anfang der 1970er Jahre der Neubau des Historischen Museums.

## Lage und Umgebung

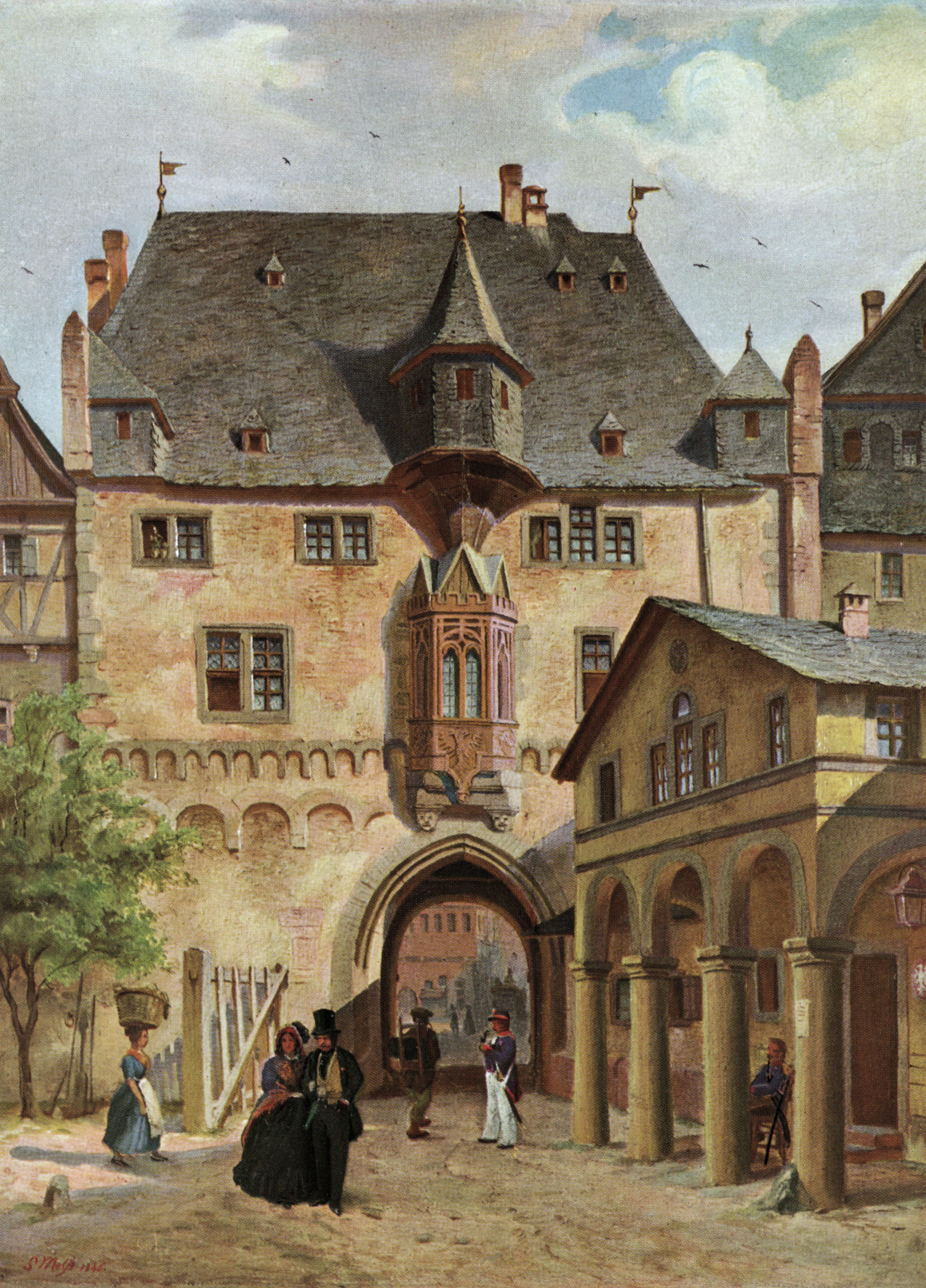
Das Fahrtor wurde 1840 abgerissen

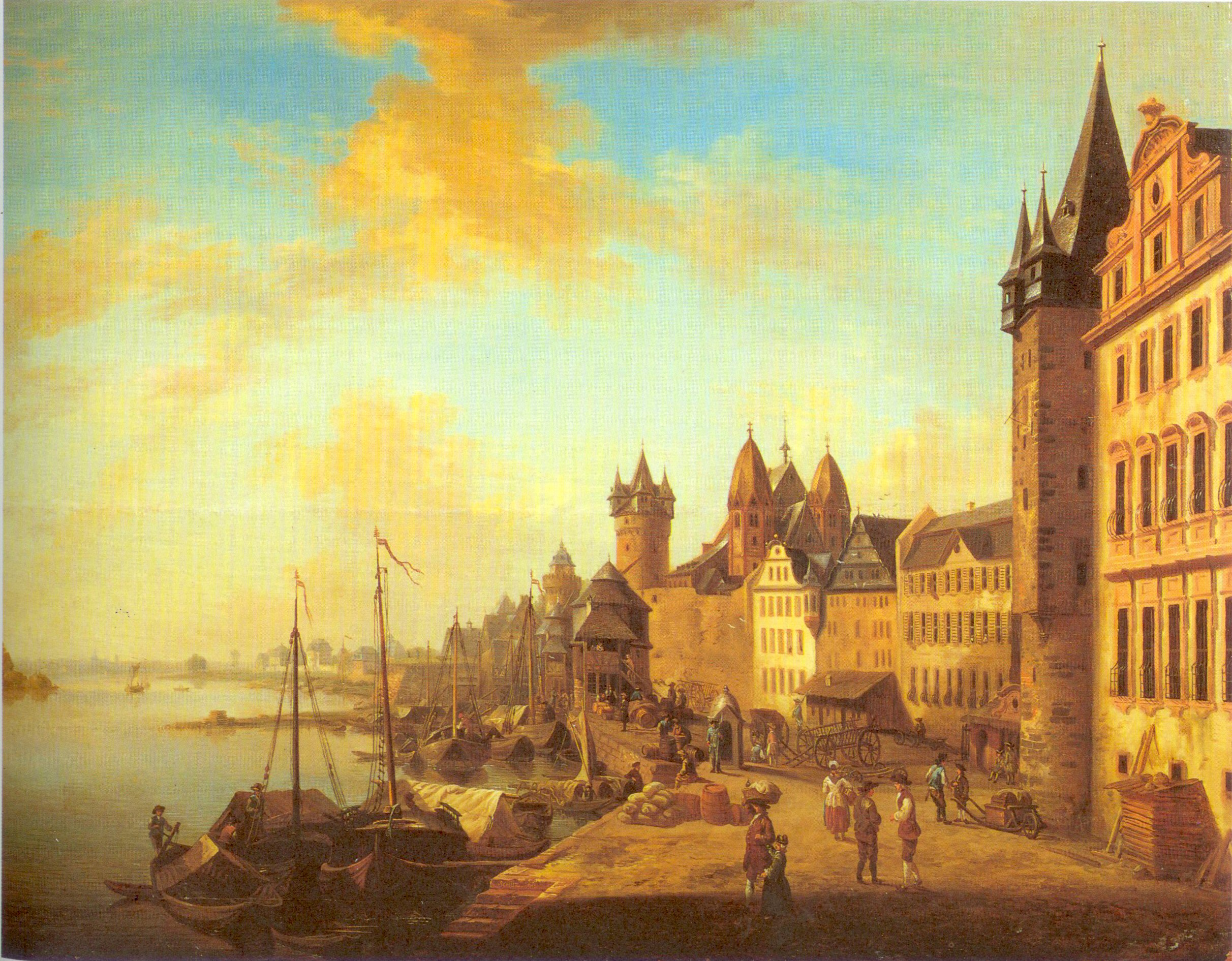
Bernusbau und Rententurm um 1760, vor der Aufschüttung des Mainufers

Der Saalhof erstreckt sich zwischen dem Fahrtor im Westen, dem Mainufer im Süden und dem Geistpförtchen im Osten. Seine Nordgrenze bildet die Saalgasse, die ihren Namen erst seit dem 17. Jahrhundert führt. Vorher hieß sie Heilig-Geist-Gasse nach dem 1840 abgerissenen alten Hospital zum Heiligen Geist. Von der ursprünglichen engen Bebauung an der Saalgasse und am Geistpförtchen ist durch die Kriegszerstörungen nichts geblieben.
Das Ufer vor dem Saalhof bildete vom Mittelalter bis zum Ende des 19. Jahrhunderts Frankfurts wichtigsten Hafen. Auf dem flussaufwärts gelegenen Uferabschnitt wurde hauptsächlich Holz umgeschlagen, das mit Flößen vom Oberlauf des Mains herbeigeschafft wurde. Unterhalb des Saalhofes lag der Stapelplatz für Wein, der vor allem aus Franken oder dem Rheingau stammte. Auch das Mainzer Marktschiff, das täglich die Strecke nach Mainz und zurück befuhr, hatte hier seine Anlegestelle.
Nach der Aufschüttung und Verbreiterung des Ufers wurde der Mainkai zur wichtigen innerstädtischen Verkehrsachse. 1859 nahm die Städtische Verbindungsbahn ihren Betrieb auf, die bis 1913 eine wichtige Rolle im Personenverkehr spielte. Direkt vor dem Saalhof befand sich der Haltepunkt Frankfurt (Main) Fahrtor. Seit 1913 dient die Strecke als Hafenbahn vor allem dem Güterverkehr zwischen den Frankfurter Häfen. Lediglich 1945 nahm die Strecke für einige Monate wegen der Zerstörung der Mainbrücken nochmals eine Rolle im Personenverkehr wahr. An Wochenenden verkehren seit 1978 gelegentlich die Museumszüge der Historischen Eisenbahn Frankfurt.

## Der Saalhof im Mittelalter

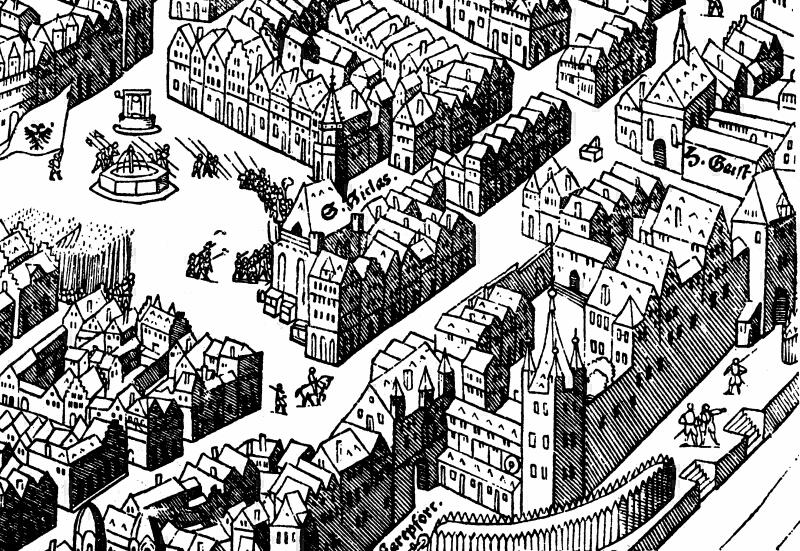
Der Saalhof in Fabers Belagerungsplan von 1552. Hinter der Palisade am Hafenkai der Rententurm.

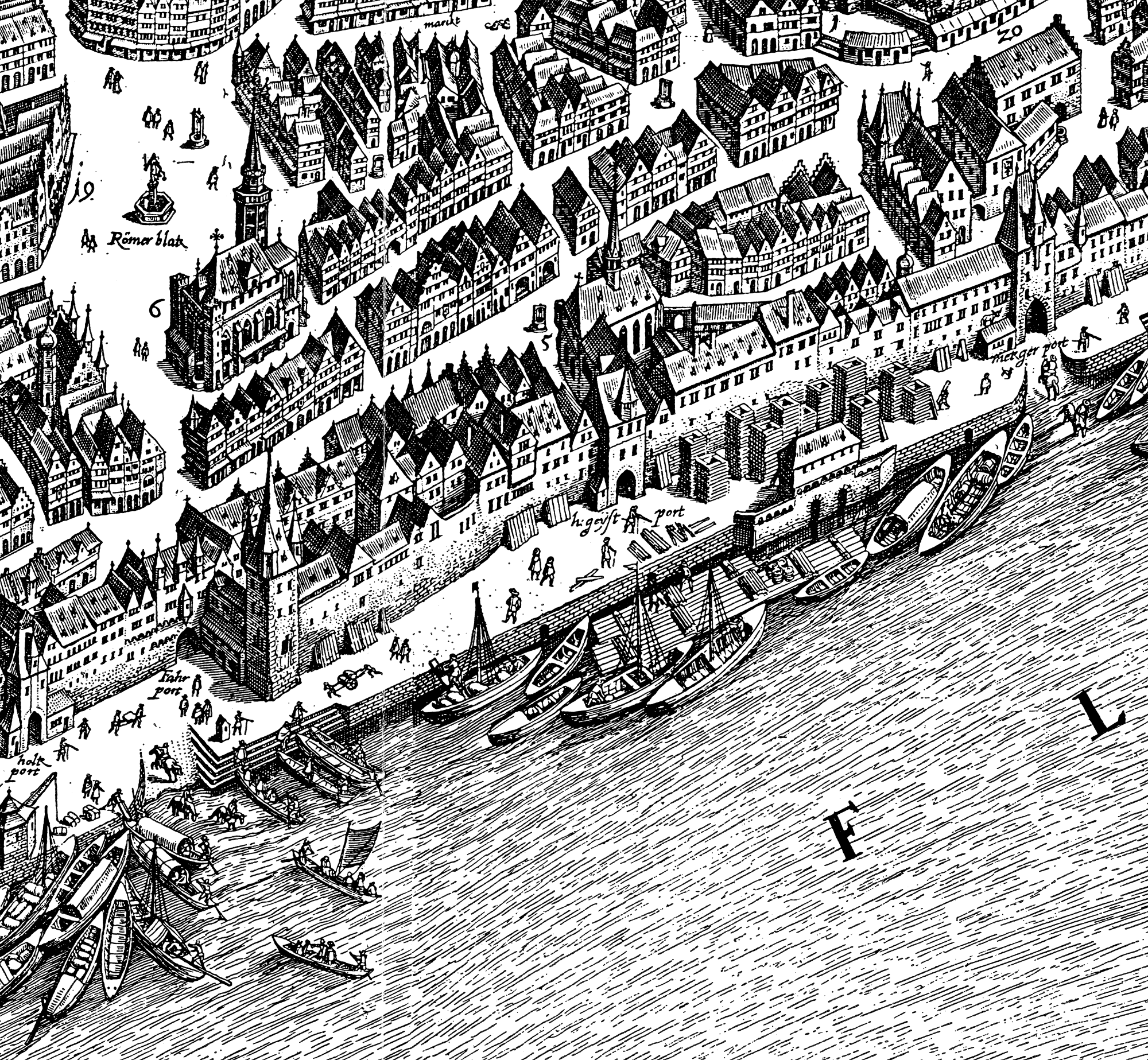
Der Saalhof auf dem Merianplan von 1628

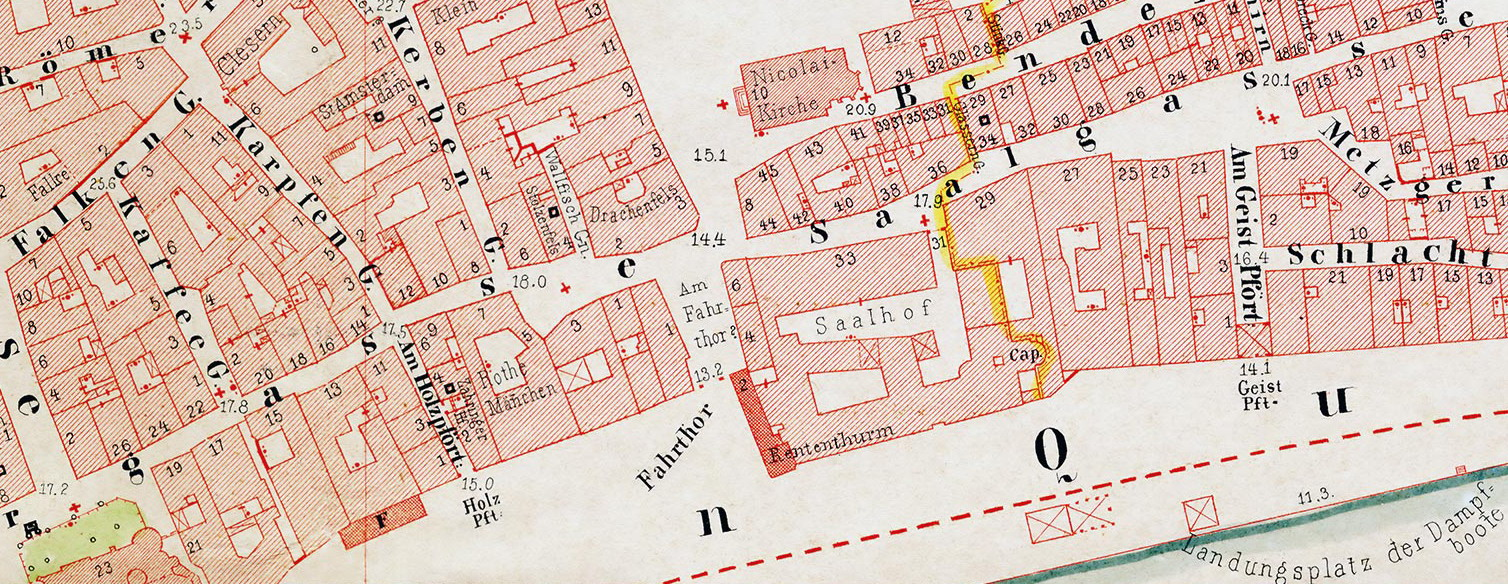
Karte des Saalhofgeländes von 1861

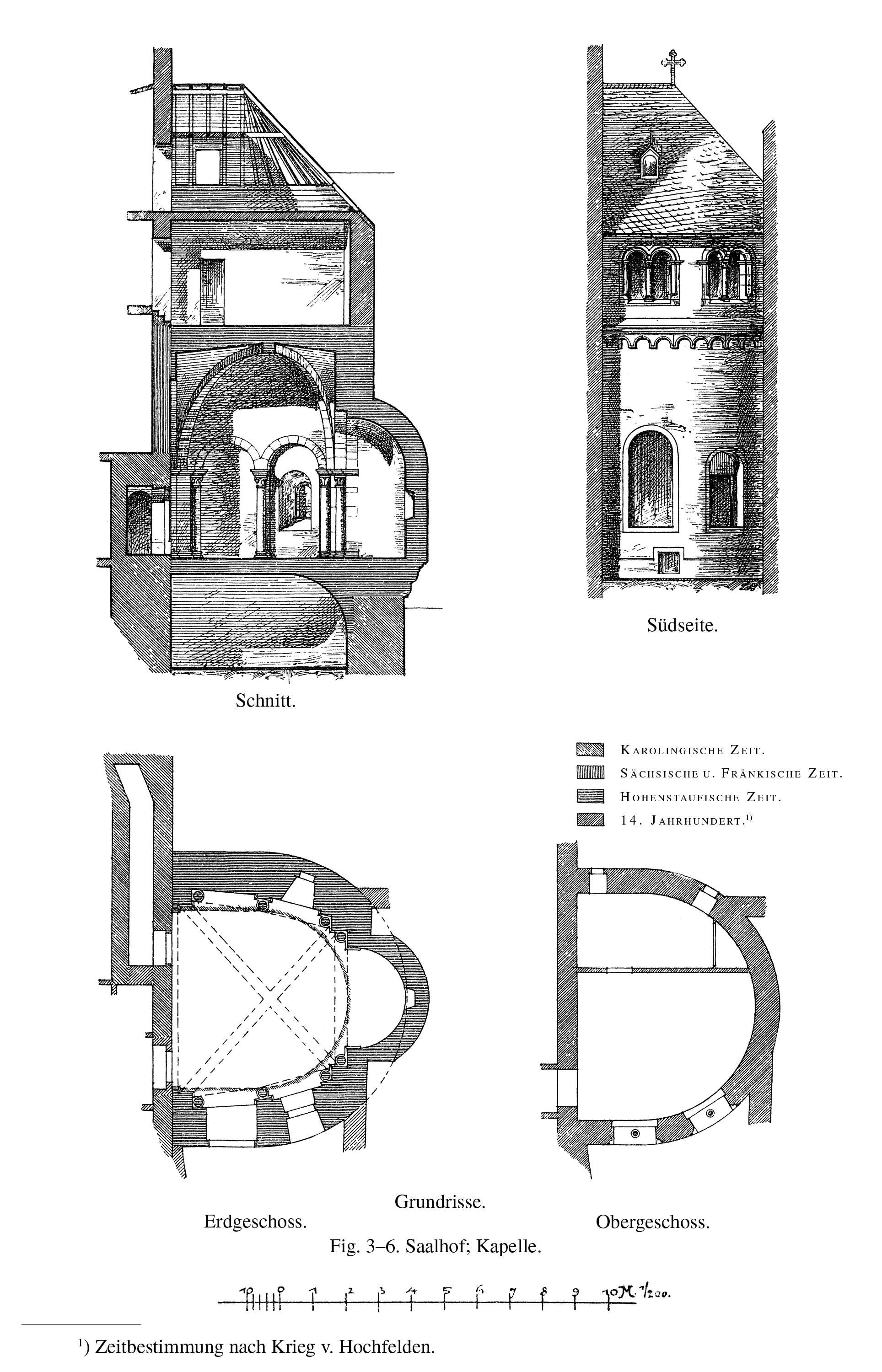
Grundrisse und Schnittbilder der Saalhofkapelle
(die Angaben zur Datierung sind veraltet)

### Ende der karolingischen Pfalz
Die Anfang des 9. Jahrhunderts entstandene Königspfalz Frankfurt auf dem Domhügel, westlich der Salvatorkirche, hatte etwa 200 Jahre lang den karolingischen und ottonischen Herrschern als eine der wichtigsten Residenzen gedient, bis ihr östlicher Trakt mit der Königshalle durch einen Brand zerstört wurde. Die Katastrophe wird in keiner zeitgenössischen Chronik erwähnt, so dass über die Umstände und den genauen Zeitpunkt nichts bekannt ist. Archäologische Befunde erlauben zumindest die Aussage, dass der Brand nach dem 10. Jahrhundert stattgefunden haben muss und danach wohl auch ein in seinem Umfang jedoch nicht gesicherter Wiederaufbau erfolgte.
König Heinrich II. hatte sich während seiner Regierungszeit zwischen Weihnachten 1002 und Weihnachten 1017 dreizehnmal in der Frankfurter Königspfalz aufgehalten. Für die nächsten 120 Jahre, die in die Epoche des Herrschergeschlechtes der Salier fallen, sind dagegen nur sehr wenige Herrscheraufenthalte in Frankfurt belegt: Im September 1027 berief sein Nachfolger, Kaiser Konrad II., eine Synode von 23 Bischöfen und 9 Äbten nach Frankfurt, die sich jedoch nicht in der Pfalz, sondern in der Salvatorkirche versammelten.
Sein Nachfolger Heinrich III. kam während seiner Regierungszeit nur einmal nach Frankfurt, und das nur zufällig: Auf der Reise nach Trebur erkrankte er im Oktober 1045 so schwer, dass er mehrere Wochen lang in Frankfurt verweilen musste. Bis in die Stauferzeit sind nur drei weitere Herrscherbesuche in Frankfurt urkundlich bezeugt, nämlich durch Heinrich IV. (1069) und Heinrich V. (1109 und 1112).
Die Salier suchten allerdings auch andere alte Königsorte vergleichsweise selten auf und verlagerten ihre Aufenthalte zunehmend in Bischofssitze. Somit ist es möglich, dass erst die ausbleibenden Besuche zu einer Vernachlässigung der Anlage und ihrem Verfall führten. Gegen eine frühe Aufgabe spricht auch die nach archäologischem Befund keinesfalls vollständige Zerstörung der Königspfalz durch den Brand und die Hinweise auf einen Wiederaufbau. Schließlich ist die seltene Anwesenheit von Herrschern kein direktes Argument für eine Zerstörung der Gebäude, vielmehr müssen sogar entsprechende Räumlichkeiten vorhanden gewesen sein, damit es überhaupt zu einem Herrscheraufenthalt kam.
Jüngere Publikationen entfernen sich daher zunehmend von einem quantitativ in der Literatur noch überwiegenden frühen Aufgabezeitpunkt der Pfalz im 11. Jahrhundert. Dies wird vor allem durch die Keramikforschung der letzten Jahrzehnte unterstützt, wonach die Keramik aus der Abbruchschicht der Pfalz nicht vor der zweiten Hälfte des 12. Jahrhunderts hergestellt wurde.

### Staufischer Neubau
An einer wichtigen Lande- und Zollstelle in nächster Nähe einer Mainfurt wurde im letzten Viertel des 12. Jahrhunderts ein burgartiges Anwesen errichtet, das sich um einen Wohnturm in der Südostecke gruppierte. Die geringen Ausmaße und das Fehlen eines Saalbaus weisen eher auf eine untergeordnete Nutzung hin, vielleicht als Sitz eines Reichsministerialen. Siehe auch die Forschungsgeschichte zur Königspfalz Frankfurt.
Im letzten Drittel des 12. Jahrhunderts gruppierten sich um die Frankfurter Königspfalz eine Anzahl von Burgen. Die Reichsdienstmannenburg Münzenberg (erbaut vielleicht etwa 1153 bis 1165) sperrte den nördlichen Zugang der Wetterau, die Reichsburg Gelnhausen (erbaut um 1170) den nordöstlichen durch das Kinzigtal. Von Frankfurt bis zum nördlichen Vorposten, der Boyneburg, verlief eine Linie staufischer Macht gegen das welfische Herzogtum Sachsen. Auf Reichsdienstmannenburgen wie Büdingen, Babenhausen, Dreieichenhain, Reichsburgen wie Königstein, Kronberg, Glauberg gründete sich die staufische Herrschaft in diesem Gebiet. Auch ein Vorposten gegen den meist stauferfeindlichen Erzbischof von Mainz war mit der Burg in Frankfurt gewonnen.
Der Saalhof bestand aus einem von Ringmauern umgebenen Burghof von etwa 25 auf 30 Metern, an dessen Ostseite sich der zweistöckige Wohntrakt mit einem saalartigen Raum im Obergeschoss befand. Dieser Obergeschosssaal maß etwa 7,70 auf 8 Meter und war 5 Meter hoch. Ebenfalls im östlichen Bautrakt befand sich ein 18,50 Meter hoher dreistöckiger Wohnturm. Unter König Philipp von Schwaben wurde an der Ostseite des Turmes ab 1200 ein Kapellenbau angefügt, der um 1210 bis 1215 aufgestockt wurde. Dendrochronologische Untersuchungen erhaltener Holzbalken weisen ebenso wie der Stil der romanischen Kapitelle darauf hin, dass der Bau der Kapelle im Jahr 1200 begann. Als man Ende des 12. Jahrhunderts das Stadtgebiet erweiterte und mit einer neuen Mauer, der Staufenmauer, einfriedete, wurde auch der Saalhof in diese Verteidigungsanlage einbezogen. Zur Landseite hin wurde sie als 2,50 bis 3 Meter dicke Mauer aus Bruchsteinen errichtet, mit fortlaufender Bogenstellung im Inneren, mit Wehrgang und einem tiefen trockenen Graben. Am Mainufer diente die Burgmauer gleichzeitig als Stadtmauer. Im Hof befanden sich gemauerte Brunnen. Die gesamte Fläche betrug nicht mehr als 1560 Quadratmeter und war damit deutlich kleiner als vergleichbare Burgen in Büdingen oder Gelnhausen.

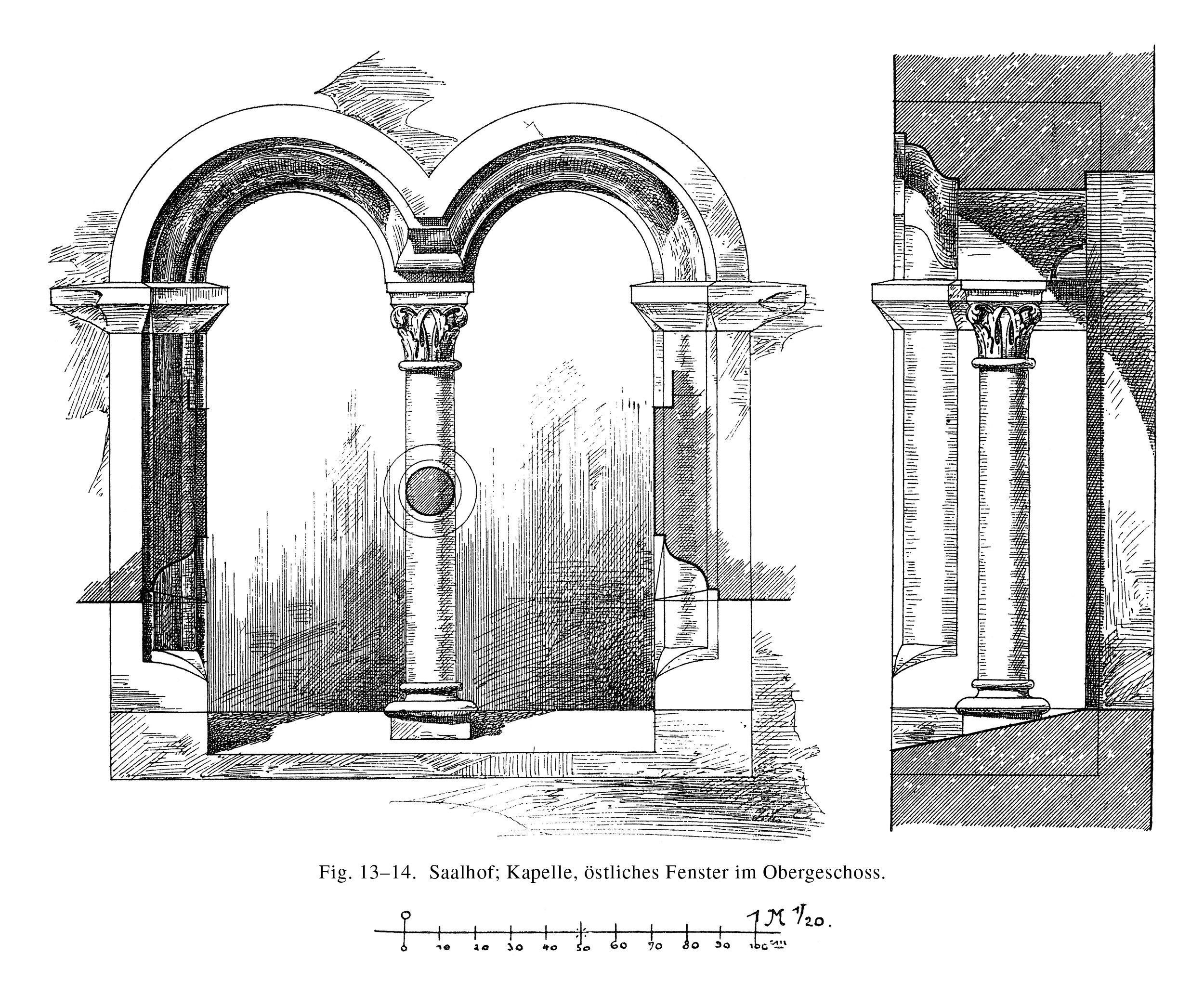
Fenster im Obergeschoss der Kapelle

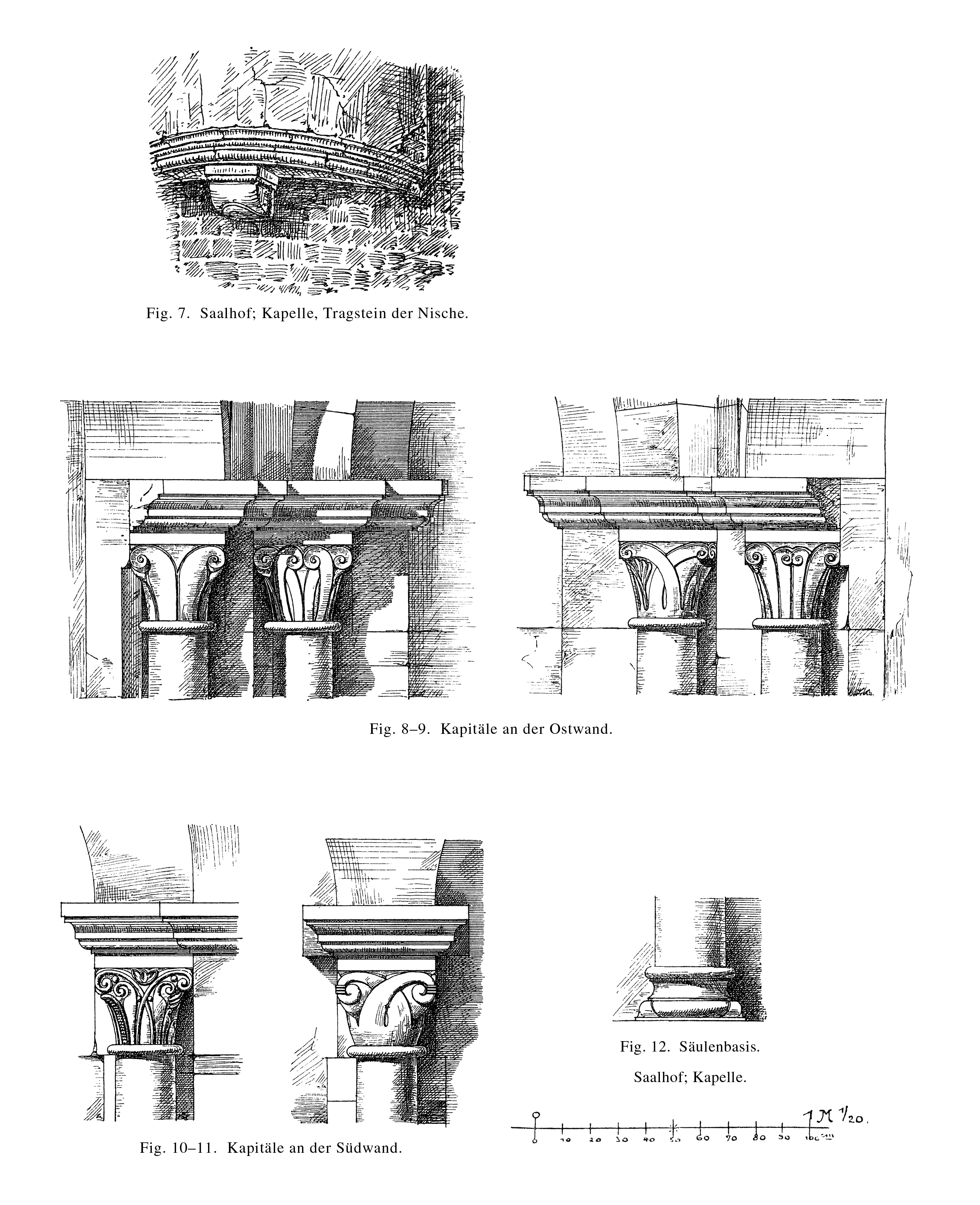
Kapitelle

Der Wohnturm mit dem Kapellenbau und der Wohnbau im Norden sind die einzigen bis heute erhaltenen Teile des Saalhofes, und – abgesehen von der erst 1928 durch Eingemeindung zu Frankfurt gekommenen Justinuskirche in Höchst – das älteste Bauwerk Frankfurts. Die etwa 6,80 auf 6,50 Meter messende und 6,00 Meter hohe Kapelle wird von einem Bandrippengewölbe überspannt, das von acht Säulen getragen wird. Die Wandgliederung mit ihren Säulen wurde nachträglich an den heutigen Raum angepasst.
Den Zugang in die Stadt, der vom Main zum Römerberg führte, schützte das Fahrtor, welches mehrfach erneuert und erst 1840 als Verkehrshindernis abgerissen wurde. Sein Erker wurde dabei an die Westfassade des zum Saalhof gelegenen Zollhauses übertragen.

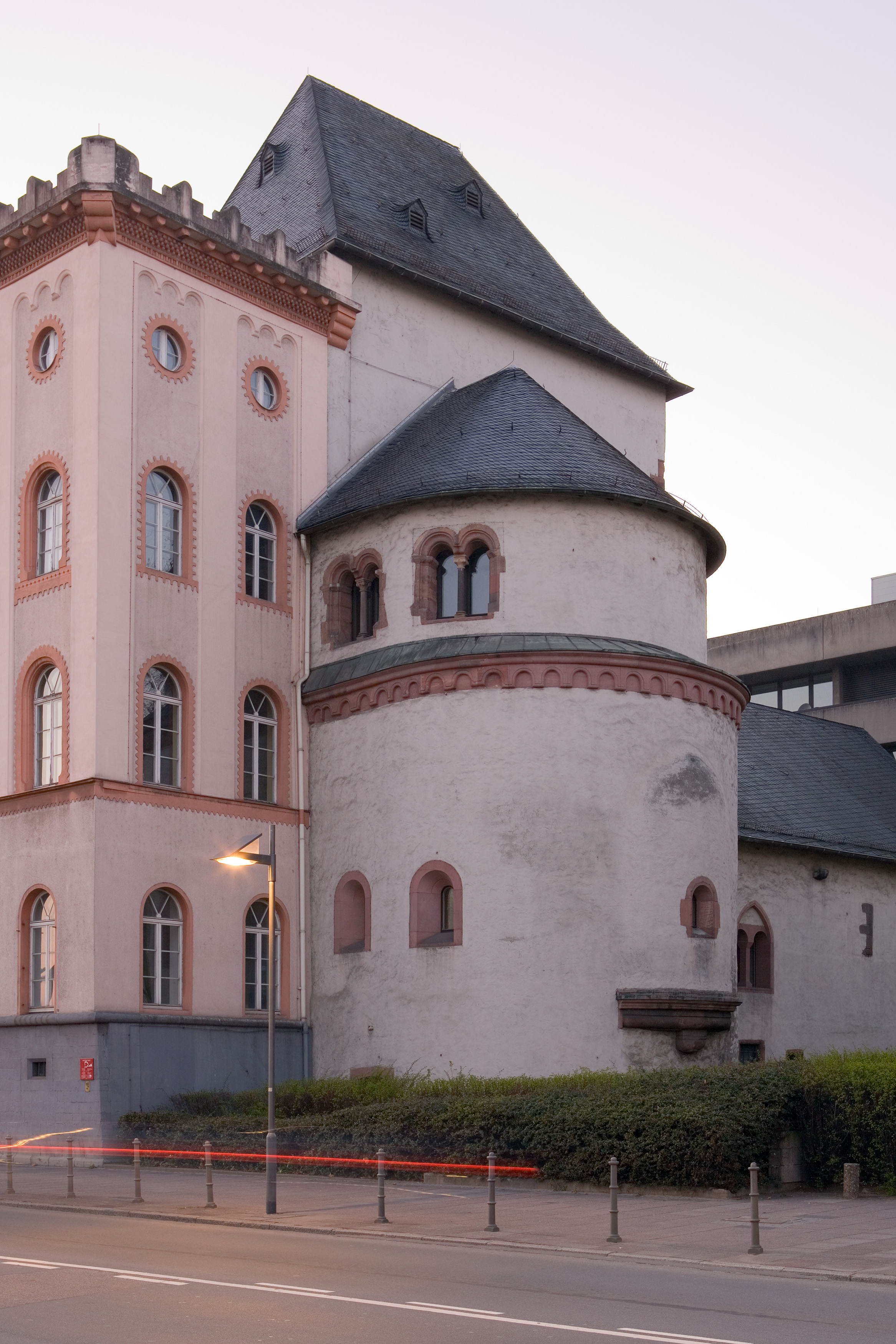
Wohnturm und Saalhofkapelle vom Mainufer aus

Zur staufischen Burg gehörten außer dem Saalhof noch weitere benachbarte Anlagen. Da die Salvatorkirche im Laufe des 12. Jahrhunderts immer baufälliger geworden war, diente vermutlich die Alte Nikolaikirche als Kapelle für die Burgmannschaft und den Hofstaat. Die 1989 bei der Renovierung ausgegrabenen Fundamente ihres romanischen Vorgängerbaus stammen aus der Zeit Konrads III. Auch die 1942 bei Tiefbauarbeiten auf dem Römerberg entdeckten Reste eines monumentalen runden Wehrturmes gehörten wohl zu der staufischen Burg. Er hatte eine Mauerstärke von 6,20 Meter und einen Durchmesser von 21,75 Meter. Seine geplante Höhe von 45 Meter soll er zwar nie erreicht haben, aber um 1240 der höchste Turm Deutschlands gewesen sein.
Zu ihrem Burgbannbezirk gehörten etwa 100 Orte. Die Dorfbewohner durften in Kriegszeiten Schutz hinter der Stadtmauer suchen, und das städtische Wegegeld war ihnen erlassen. Dafür waren sie zur Instandhaltung der Mauern und Gräben verpflichtet. Die äußersten Punkte im Norden waren Köppern und Dillingen, im Süden Messel und Urberach, im Westen Breckenheim und im Osten Kilianstädten.
Wegen ihres Versammlungsraums wurde die Burg des riches sal genannt, woher sich der spätere Name Saalhof herleitet. Der Saalhof war der Mittelpunkt von mindestens sechzehn Reichstagen der Staufer. Auf dem prächtigsten seiner Reichstage verlieh Konrad III. im Mai 1142 dem jungen Welfen Heinrich dem Löwen das Herzogtum Sachsen. 1147 brach Konrad III. nach einer Predigt des Bernhard von Clairvaux von hier aus zum Zweiten Kreuzzug ins Heilige Land auf. Hier gebot Kaiser Friedrich Barbarossa 1156 einen Frieden zwischen Heinrich dem Löwen und dem Erzbischof Hartwig von Bremen. Auf dem Reichstag von 1220 erhielten die geistlichen Fürsten in der Confoederatio cum principibus ecclesiasticis die Verbriefung ihrer landesherrlichen Vorrechte.
Nach dem Zusammenbruch der staufischen Macht verlor der Saalhof seine Rechtsstellung als königliche Burg. Viele Städte erlangten von Kaisern und Landesherren das Versprechen, dass innerhalb der Stadtmauern keine Burg gebaut werden solle, manche sogar das Recht, die landesherrliche Burg in der Stadt zu zerstören und den Wiederaufbau einer neuen Burg zu verhindern. Bis ins 13. und 14. Jahrhundert hinein kam das landesherrliche Recht, Befestigungen anzulegen und zu erhalten, immer stärker in die Hände der Städte.
Während des Interregnums verlieh Richard von Cornwall 1257 Frankfurt ein Privileg, in dem er den Bürgern zusicherte, er werde keine eigene Burg in der Stadt errichten lassen. Der Wehrturm auf dem Römerberg wurde nicht weitergebaut. Reichsgut musste nun verkauft und verpfändet werden.
Im August 1276 verließen die königlichen Dienstmannen den Saalhof und zogen in die Rödelheimer Wasserburg, die der König, Rudolf von Habsburg, zum Lehen genommen hatte. Der Saalhof wurde zum Pfandbesitz des königlichen Dienstadels und seiner Nachkommen, bis schließlich das erstarkende Frankfurter Bürgertum in seinen Besitz gelangte. Seitdem mussten Kaiser und Könige in Frankfurt bei der Geistlichkeit oder bei Patriziern logieren.

### Sitz des königlichen Schultheißen

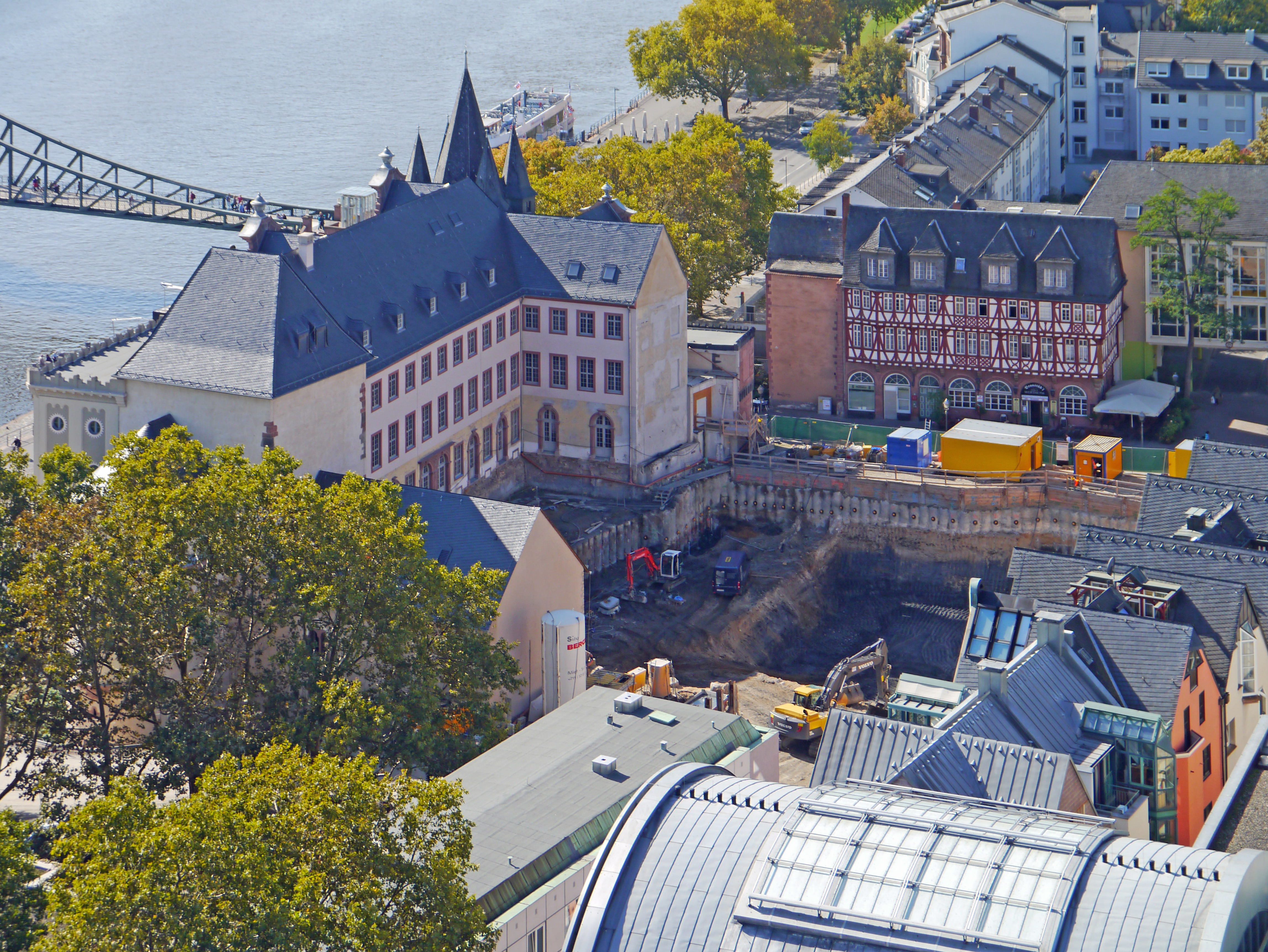
Der Saalhof (links) und das Haus Wertheim während der Bauarbeiten (2012)

Erst 1277 wurde der Saal erstmals urkundlich erwähnt. Er diente als curia regis und Amtssitz des Reichsschultheißen. Ob die Wendung „zu Frankfurt in curte regia“, die in einer Urkunde von 1165 auftaucht, bereits den Saalhof meint, oder nur die königliche Hofhaltung im Allgemeinen, konnte durch die archäologischen Grabungen nicht geklärt werden und bleibt offen.
Der Schultheiß wurde vom König als sein Stellvertreter eingesetzt, war Vorsitzender des königlichen Gerichts, Steuereinnehmer und Befehlshaber der Mannschaft des Saalhofs. Wie jede andere Reichsstadt war Frankfurt reichsheerdienstpflichtig und hatte Truppen zu stellen. Damit war der Schultheiß der mächtigste Mann der Stadt. Um 1300 verpfändete der König das Schultheißenamt, was praktisch die Stadtregierung an einen auswärtigen Herrscher übertrug. Wenn das Schultheißenamt an einen mächtigen Herrn geriet, konnte das für die Stadt gefährlich werden. Frankfurt war vom Besitz mächtiger Herren umgeben. Auch der Saalhof war um 1300 bereits verpfändet, was ebenfalls für die Stadt gefährlich war. Der Saalhof war nicht nur eine staufische Burg am Ufer des Mains, sondern auch ein Reichsgut. Zu ihm gehörten Äcker, Fischereirechte und weitere königliche Rechte. Überliefert ist, dass Gerlach von Breuberg, der von 1282 bis 1305 Landvogt der Wetterau war, den Saalhof mit Zubehör an Eigentum und Rechten als Reichslehen besaß und dieses Pfandlehen an seinen Sohn Eberhard von Breuberg vererbte. Die Frankfurter Ratsherren wählten seit 1311 aus ihren Reihen zwei Bürgermeister, die nun statt des Schultheißen an ihrer Spitze standen. Ausdauernd bemühten sie sich, die Aufgaben des königlichen Schultheißen an diese zu übertragen. Nach und nach gelang es ihnen, aber es dauerte bis 1372, bis sie die wichtigsten Privilegien erlangen konnten, und nur der Vorsitz des Reichsgerichtes beim Schultheißen verblieb. Besonders wichtig war das Geleitsrecht zum Schutz des Handels, insbesondere auch des Messehandels, das ursprünglich in der Hand des Schultheißen lag. Auch das Reichsgut Saalhof gelangte in die Hand eines Frankfurter Bürgers. Damit war die Gefahr gebannt, dass ein auswärtiger Herrscher im Schultheißenamt sich dauerhaft im Saalhof festsetzen konnte. Es war der Anfang einer städtischen Autonomie.

### Patrizisches Gewandhaus

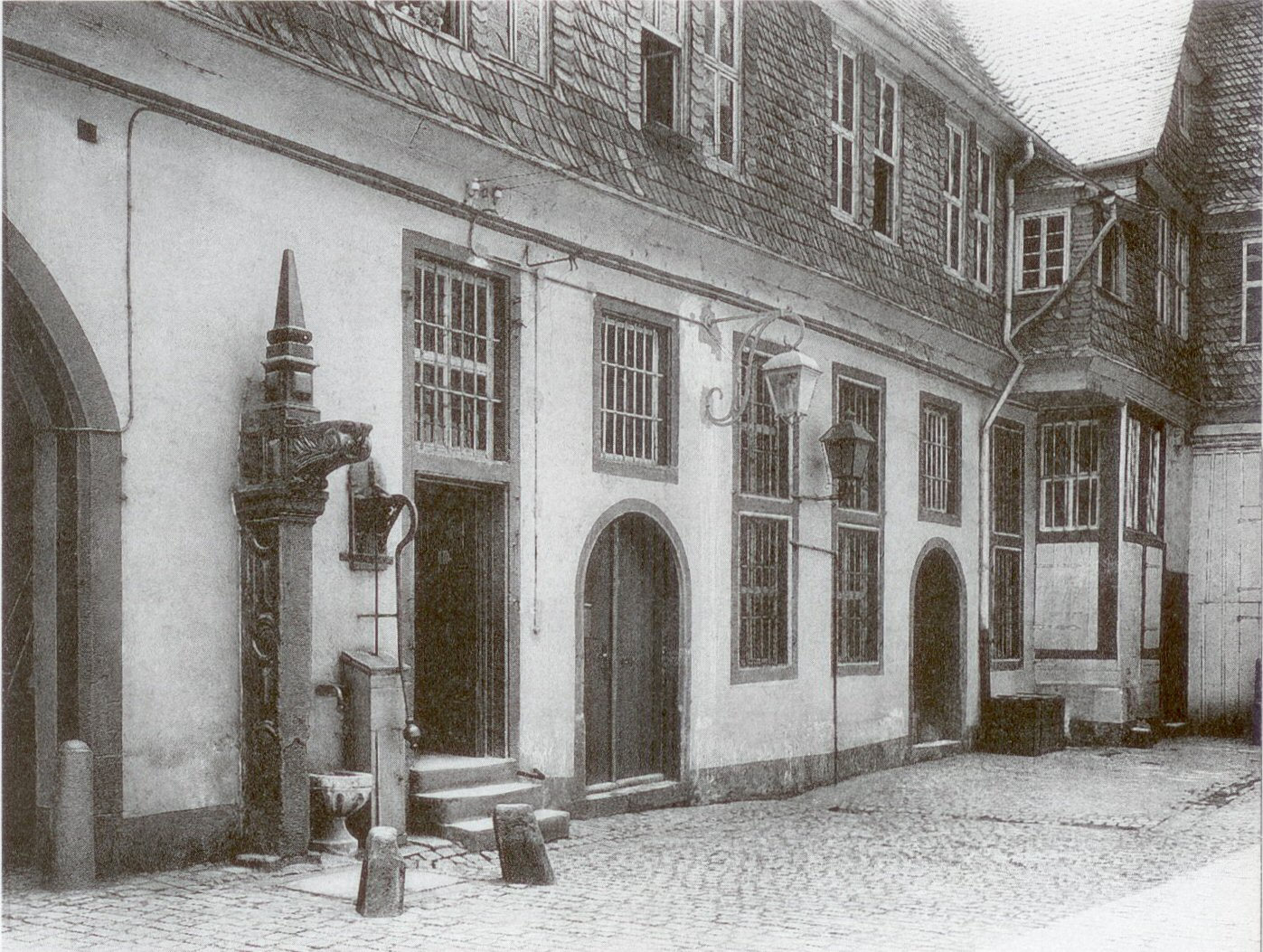
Nördlicher Innenhof um 1900

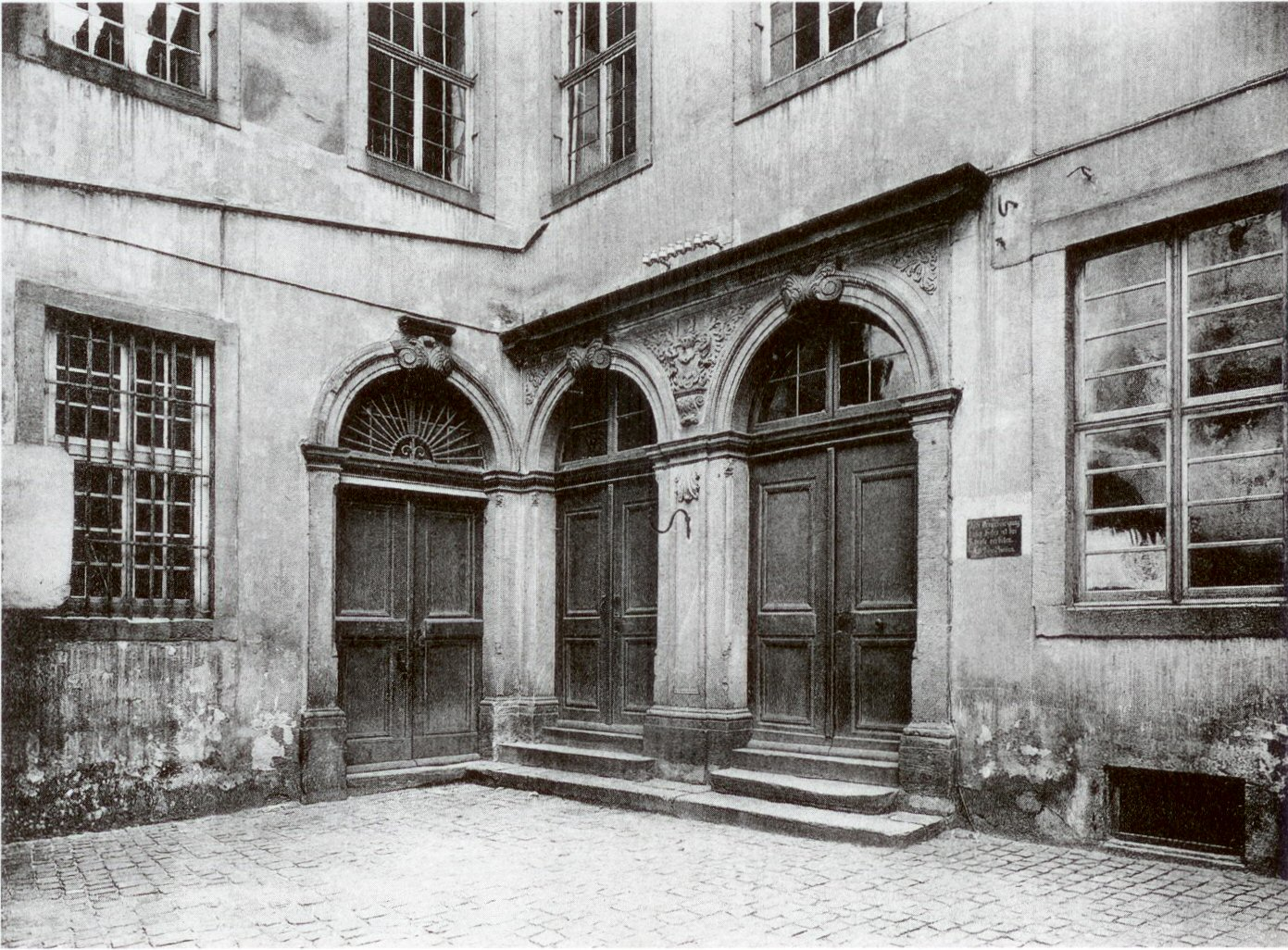
Südlicher Innenhof um 1900

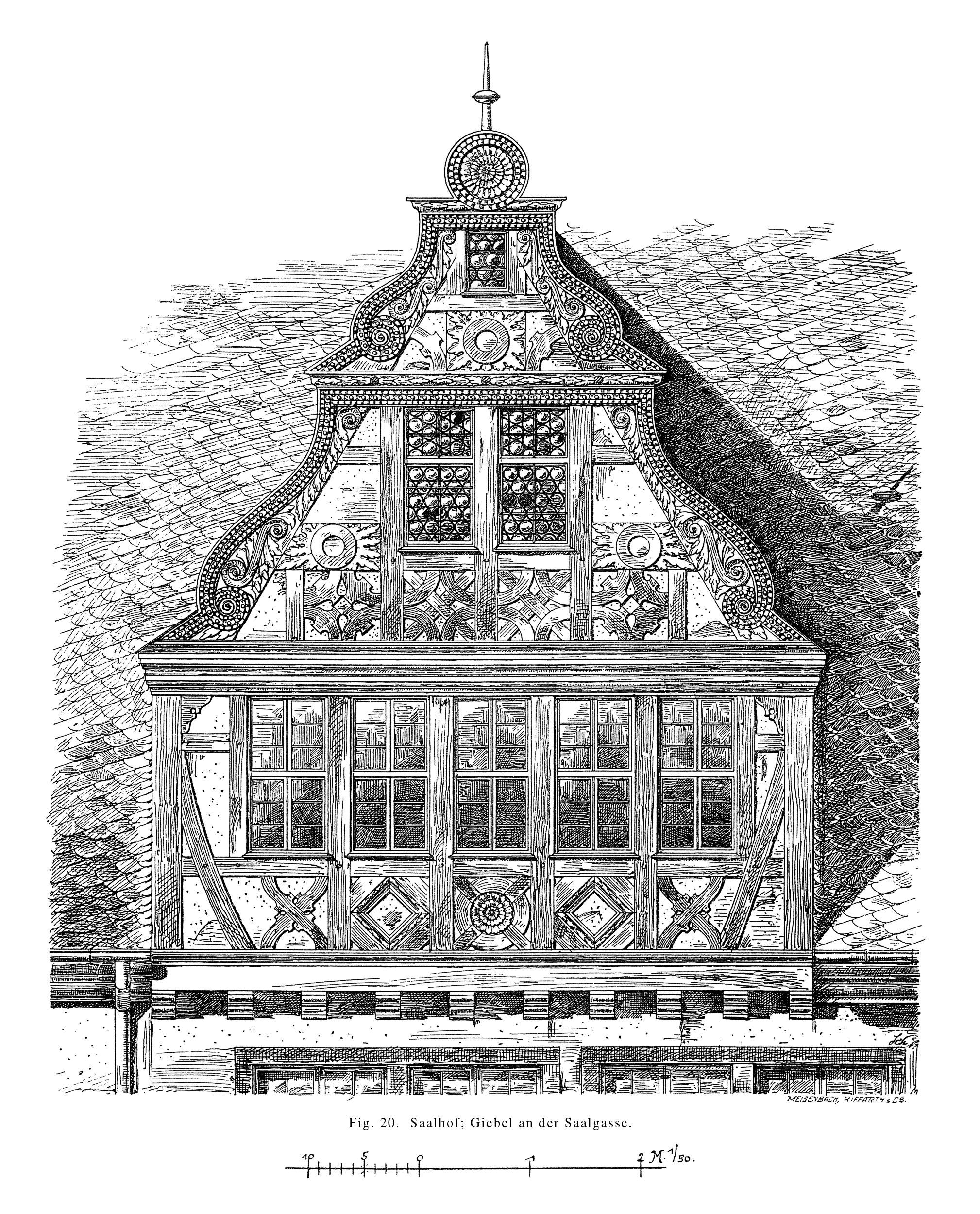
Zwerchhaus zur Saalgasse

Der Saalhof gelangte nach dem Tod Eberhard von Breubergs in die Hände seiner beiden Töchter, die ihn 1332 unter sich aufteilten. Eine in nord-südlicher Richtung verlaufende Sperrmauer, deren Reste heute noch im Keller des Burnitzbaus sichtbar sind, teilte den Saalhof in zwei Hälften.
Eine Tochter erhielt den unteren Teil sowie alle Häuser und Güter, die inner- und außerhalb der Stadt zum Saalhof gehörten. Das waren die Fronschiffe auf dem Main, die Fischerei oberhalb der Mainbrücke, Dorf und Gericht Bergen. Die andere erhielt den oberen Teil sowie Dorf und Gericht Oberrad. Mit dem Unterhalt des Saalhofes, der sich in schlechtem Zustand befand, waren sie jedoch finanziell überfordert. Sie baten den Kaiser Ludwig den Bayern um Einlösung des Pfandes. Der befahl dem reichen Frankfurter Schöffen Jakob Knoblauch, der zu dieser Zeit die erste Rolle im geschäftlichen und öffentlichen Leben der Stadt spielte, den Saalhof zu erwerben. Knoblauch und seine Frau Drude zahlten für das gesamte Reichsgut Saalhof 1800 Pfund Heller. Oberrad verkauften sie weiter.
Von 1333 bis 1334 ließ Jakob von Knoblauch den Saalhof sanieren und gab dafür weitere 2400 Pfund Heller aus. Bis auf Reparaturen blieb dabei die alte Bausubstanz von Palas mit Turm und Kapelle unversehrt. An der Nordseite des Saalhofes ließ er einen neuen Saal errichten. Weitere Neubauten folgten. So wurde 1344 ein weiterer Bau an der Südseite des Saals zum Main hin errichtet. Bis 1346 verbaute Knoblauch insgesamt 3380 Pfund Heller, woraufhin ihm der Kaiser die Pfandsumme auf 5000 Pfund Heller erhöhte. Er war nun öfter zu Gast bei „seinem lieben Wirt“ im Saalhof und ernannte ihn 1349 zu seinem Hofdiener.
Knoblauch wandelte den größten Teil des Saalhofes in ein einträgliches Gewandhaus für niederländische und niederrheinische Tuche um. Vor allem die unteren Stockwerke wurden während der Fastenmesse dafür benutzt. Die Tuchhändler, der vornehmste Handelsstand, die zuvor auf dem Domhügel im Tuchgaden das Erbe der karolingischen Pfalz übernommen hatte, verlagerten ihr Zentrum in den staufischen Saalhof. Der Name des Hauses „Brabant“ an der Ecke von Fahrtor und Saalgasse erinnert an die niederländischen Tuchhändler. Neben den Messehallen vermietete Knoblauch auch die anderen Häuser, die zum Saalhof gehören. Knoblauchs Bauinvestitionen waren rentabel. Während der Messe 1362 hatte der Saalhof den größten Umsatz unter allen Frankfurter Häusern. Dennoch übertrafen andere Frankfurter Handelsfamilien im Laufe des 14. Jahrhunderts sein Vermögen schließlich bei weitem.
Nach Jakob Knoblauchs Tod im Jahre 1357 ging das Saallehen an seine Witwe Drude über. Schon bald wurde dieses von Heinrich Beyer von Boppard heftig bestritten. Er hatte noch zu Lebzeiten ihres Mannes von Kaiser Karl IV. die Genehmigung zur Einlösung des Lehens erworben, der aber nun widerrief und 1361 die Witwe als Lehensbesitzerin bestätigte. Darüber hinaus forderte er die Stadt Frankfurt sowie seinen Landvogt in der Wetterau, Ulrich III. von Hanau, auf, Drudes Besitz am Saalhof zu schützen. Beyer blieb aber beharrlich und geriet darüber sogar in Fehde mit der Stadt, die erst sein Sohn 1387 nach dem Tod des Vaters beendete. Wohl hauptsächlich Drudes Schwiegersohn, Siegfried zum Paradies, leistete in jenen Jahren als mächtiger Fürsprecher am Kaiserhof Überzeugungsarbeit, so dass sich am Besitz nichts änderte. Auch Begehrlichkeiten eines Henlin in dem Saale, dessen Familie schon vor der Erwerbung des Saalhofs durch Jakob Knoblauch mit dem Gebäude in einer heute nicht mehr nachweisbaren Beziehung stand, konnten so abgewehrt werden.
Nach dem Tod der Witwe blieb der Saalhof als Ganerbschaft von sechs Parteien in ungeteilten Gesamtbesitz. Diese mussten sich in den folgenden Jahrzehnten zahlreichen weiteren Versuche verschiedener Personen entgegenstellen, die den Saalhof in ihren Besitz zu bringen versuchten. Zuletzt war dies gar der Erbkämmerer des Kaisers, Konrad von Weinsberg, der das Lehen zugunsten des Reichs wiedereinlösen wollte, was einzig an der zu hohen Summe scheiterte. 1439 starb der letzte Knoblauch, der noch an der Ganerbschaft beteiligt war.
In den folgenden Jahrhunderten spielte der Saalhof keine besondere Rolle mehr in der Stadtgeschichte. Nur selten wurde in die mittelalterliche Bausubstanz eingegriffen. Etwa 1501 wurde der Hof durch einen Mittelbau in einen größeren Nordhof und einen kleineren Südhof getrennt. Mit der Grundsteinlegung am 23. April entstand 1604 entlang der Saalgasse ein großer, zweigeschossiger Neubau aus Stein. Das Dach erhielt drei reich geschmückte, in Fachwerkbauweise errichtete Zwerchhäuser im Stil der Renaissance. Dabei waren das östliche und westliche Zwerchhaus in drei, das mittlere und etwas kleinere Zwerchhaus in zwei Stockwerke untergliedert. Für den Bau mussten die Ganerben insgesamt fast 14.000 Gulden aufbringen.

## Der Saalhof in der Neuzeit

### Pietistisches Konventikel

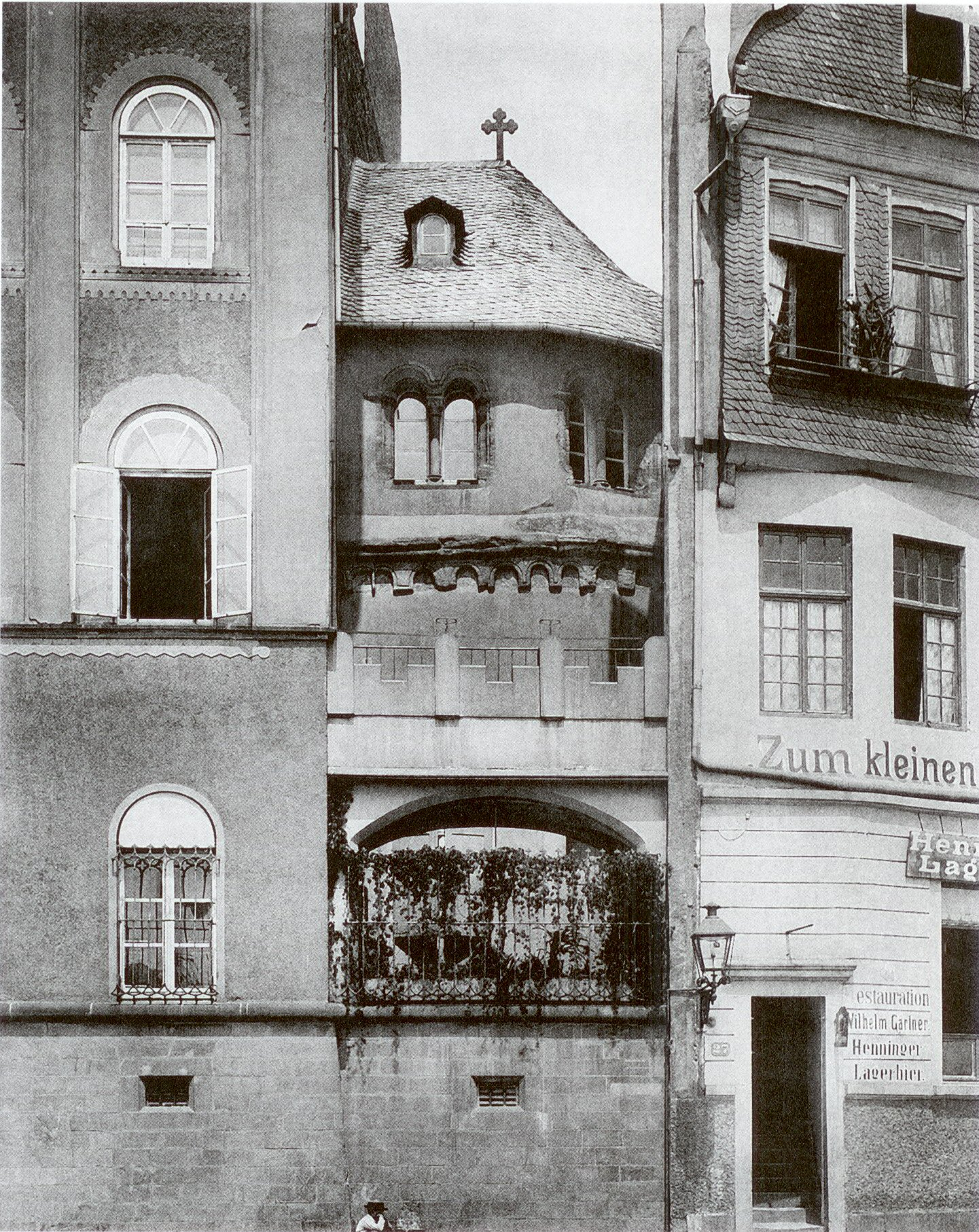
Die Saalhofkapelle um 1900

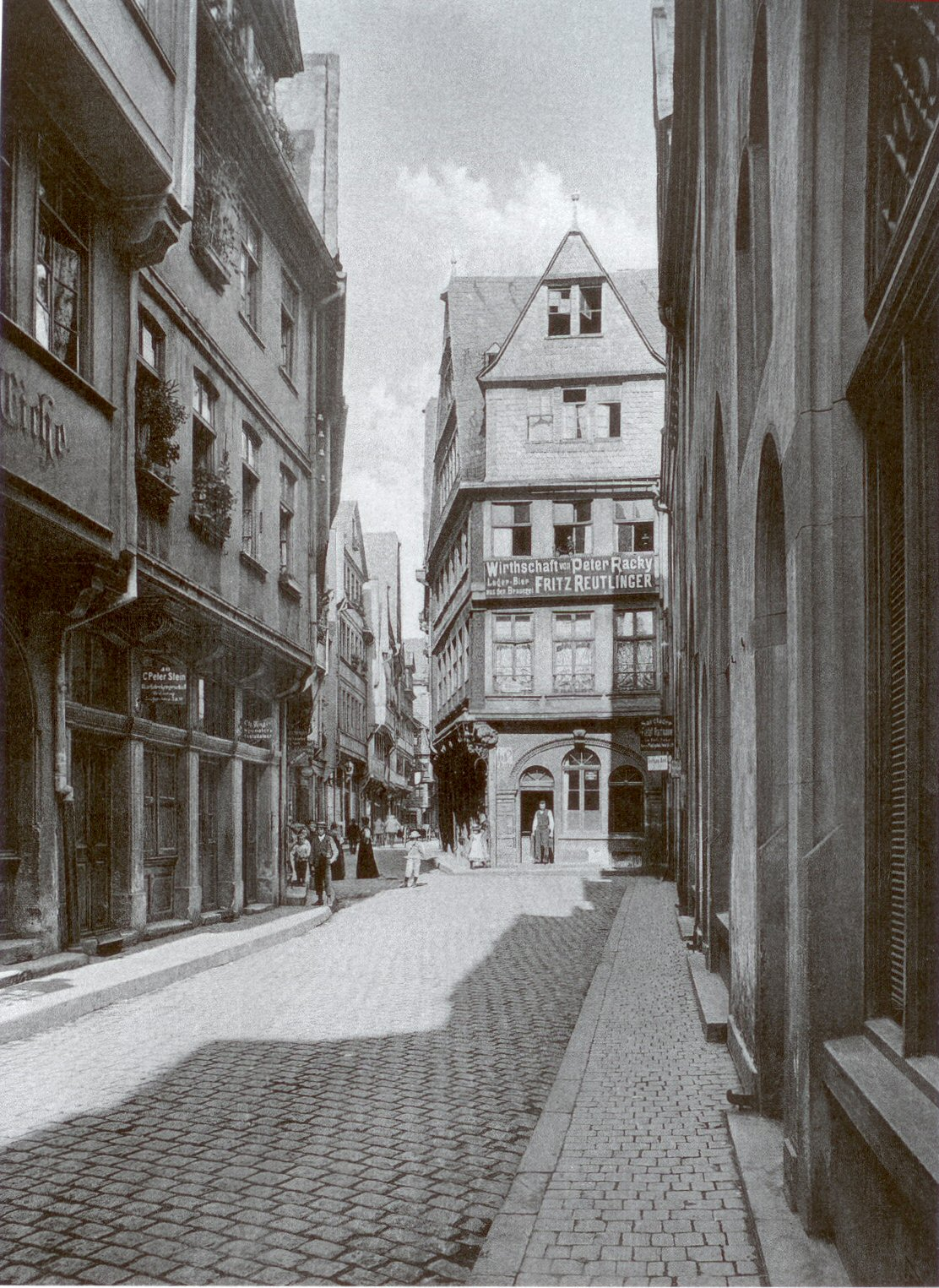
Die Saalgasse um 1900

1666 berief der Frankfurter Rat Philipp Jakob Spener zum Senior des lutherischen Predigerministeriums, d. h. zum Vorsteher der zwölf evangelischen Geistlichen der Stadt. Spener bemühte sich um eine Belebung des in Orthodoxie erstarrten geistlichen Lebens der Stadt. Ab 1670 führte er die Collegia Pietatis (Konventikel) ein, religiöse Gemeinschaften, die sich außerhalb der öffentlichen Gottesdienste in Privatwohnungen versammelten. 1675 veröffentlichte er eine religiöse Reformschrift, die Pia desideria, die schon bald auch außerhalb Frankfurts große Resonanz fand und zur Ausbreitung der pietistischen Konventikel beitrug. Schon bald führten die Konventikel zu separatistischen Bestrebungen innerhalb der lutherischen Kirchen, da einigen pietistischen Gemeinschaften die Spenerschen Reformen nicht weit genug gingen (radikaler Pietismus). Während Spener die Kirche von innen reformieren wollte, hielten die Separatisten die Kirche für reformunfähig.
In Frankfurt versammelten sich die Separatisten im Saalhof um das adelige Fräulein Johanna Eleonora von und zu Merlau und die junge Witwe Juliane Baur von Eysseneck, geb. Hynsperg, die durch religiöse Visionen und Deutungen der Offenbarung des Johannes öffentliche Aufmerksamkeit geweckt hatten. Zu den Mitgliedern der Saalhofgesellschaft gehörten auch der Theologiestudent Johann Wilhelm Petersen und die Juristen Franz Daniel Pastorius und Johann Jacob Schütz. Seit Advent 1676 unterhielten die Saalhof-Pietisten kaum noch Beziehungen zur Frankfurter lutherischen Amtskirche und verweigerten das Abendmahl, um es nicht zusammen mit Unwürdigen zu genießen. Stattdessen hielten sie Kontakt zu William Penn, einem der Gründer und Führer der Quäker, der sich 1677 in Frankfurt aufhielt, um deutsche Siedler für seine geplante Musterkolonie Pennsylvania zu werben.
Die Saalhof-Pietisten erwogen daraufhin ernsthaft die Auswanderung nach Amerika, wo es bis dahin keine deutschen Siedler gab, und gründeten eine Frankfurter-Land-Kompagnie, die in Pennsylvanien 15.000 Acres Land erwarb. Schließlich zog jedoch nur Pastorius 1682 als Agent der Gesellschaft nach Amerika. Die anderen Teilnehmer blieben in Frankfurt, stellten ihr Land und das gesammelte Kapital jedoch Pastorius zur Verfügung, der damit schließlich 1683 mit 13 Familien von Quäkern und Mennoniten aus Krefeld die erste deutsche Kolonie in Amerika, Germantown, gründete. Die Saalhof-Gesellschaft steht somit am Beginn der deutschen Auswanderung.

### Neubauten des 18. und 19. Jahrhunderts

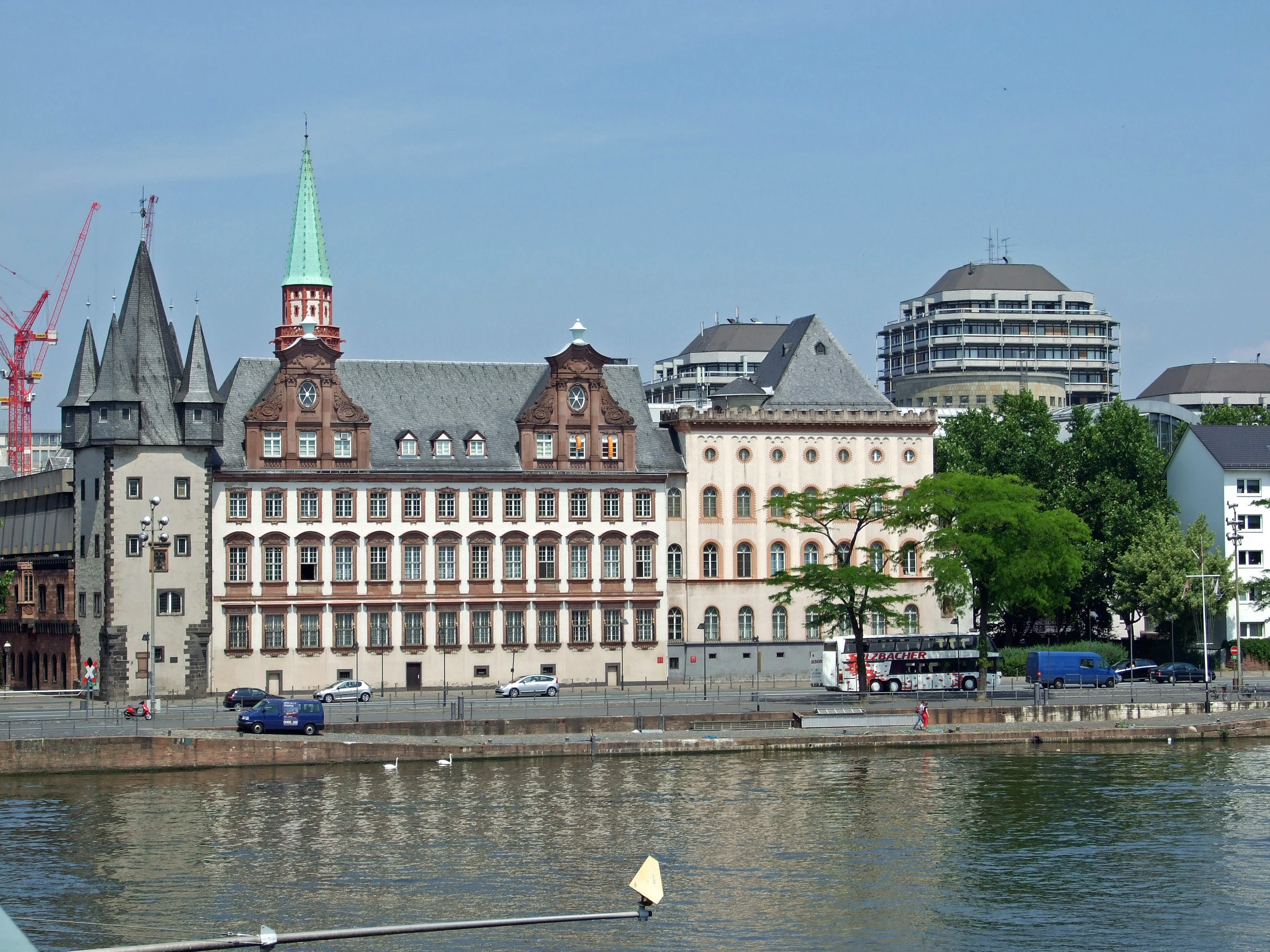
Rententurm, Bernusbau und Burnitzbau (von links)

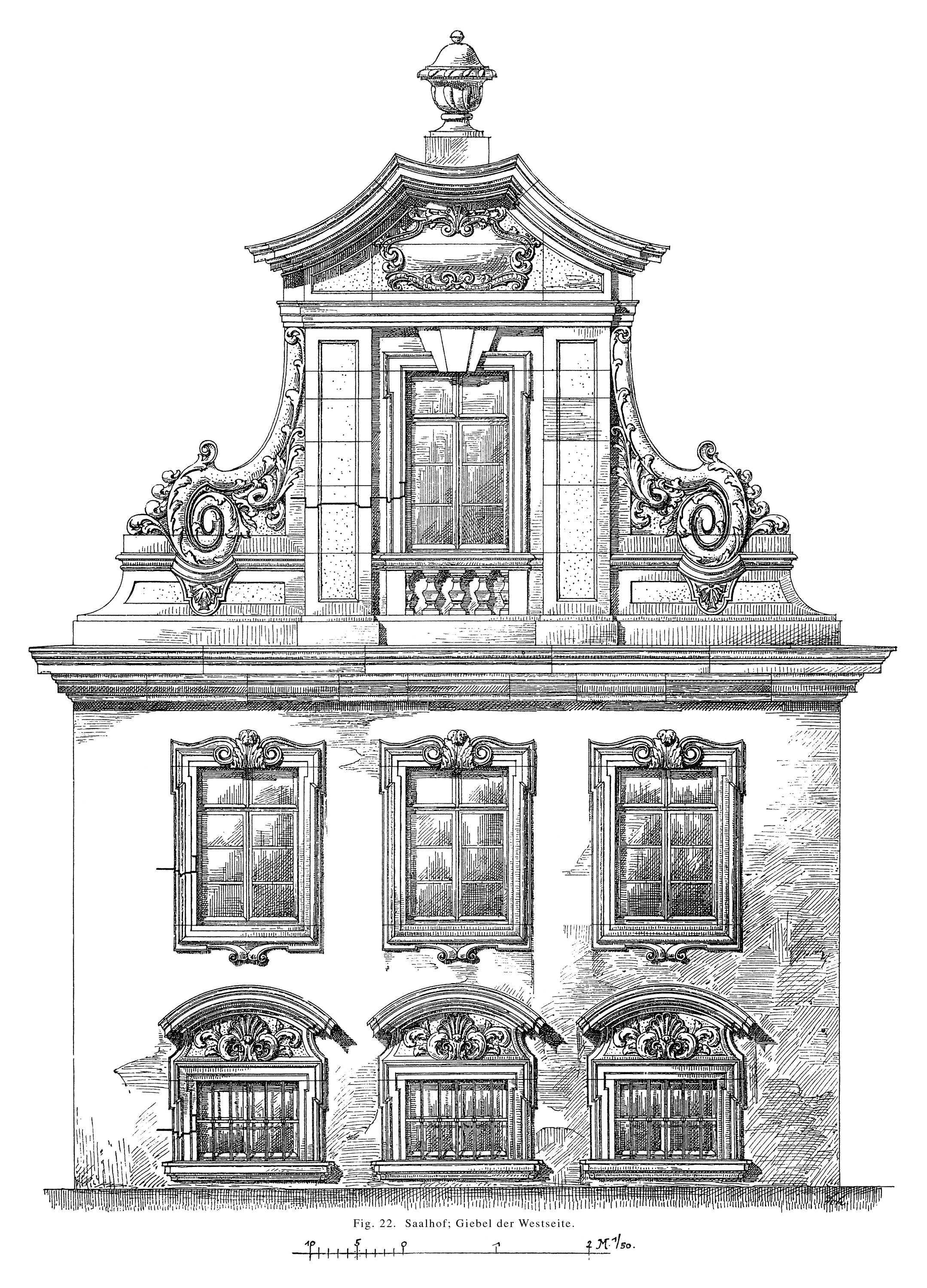
Giebel des Bernusbaus

1696 bestand die Ganerbschaft aus folgenden Personen: Freiherr Johann Erwin von Schönborn, Johann Jakob Müller, Philipp Nicolaus Fleischbein, Philipp Nicolaus Lersner, Matthaeus Karl Steffan von Cronstetten und Johann Hektor von Hynsperg. Am 30. Dezember desselben Jahres verkauften sie den Saalhof für 36.000 Gulden an die aus Hanau eingewanderten Brüder Heinrich und Johann Bernus. Für die Ganerben war es ein gutes Geschäft, da große Teile des Saalhofs so baufällig waren, dass sie grundlegend saniert oder neu gebaut werden mussten.
Schon am 24. März 1705 wandten sich die Brüder daher an die Behörden, um die Erlaubnis für einen Neubau an der Mainseite zu erhalten. Es dauerte mehr als zehn Jahre, bis diese endlich erteilt wurde. Die Stadt sorgte sich, bei der Genehmigung eines Neubauprojekts an der alten, aber immer noch maßgeblichen Stadtmauer einen gefährlichen Präzedenzfall zu schaffen, zumal diese ohnehin Stadteigentum sei. Die Brüder sahen die Mauer dagegen als ihr Eigentum an und führten aus, dass der Neubau der Stadt zur Zierde und Splendeur gereichen werde. Erst nach einem für sie günstigen Urteil des Schöffengerichts wurde am 23. April 1715 ein positiver Baubescheid erteilt. Dieser enthielt neben der Zahlung von 1000 Gulden an die Stadtkasse auch die Auflage, die Fenster des Rententurms nicht zu verbauen, sowie mit den Fenstern des Neubaus wenigstens sechs Schuh vom Turm Abstand zu halten.
1715 bis 1717 ließen sie durch den Arnsburger Zisterzienserpater Bernardus Kirnde östlich des 1454 bis 1456 errichteten Rententurms einen neuen repräsentativen Wohnbau aufführen. Der nach seinen Bauherren benannte dreigeschossige Bernusbau ist mit seinen 13 Fensterachsen und einer Fassadenlänge von 60 Metern einer der beherrschenden Bauten am Mainufer. Das Mansarddach trägt zwei große Zwerchhäuser mit Volutengiebel und jeweils zwei Pilastern. Die Zwerchhausgiebel und das Maßwerk aller Fenster sind aus rotem Mainsandstein gefertigt, dem für Frankfurt charakteristischen Baumaterial.
Aus dem im Zweiten Weltkrieg im Stadtarchiv verbrannten Originalriss des Bernusbaus gingen noch weitergehende, aber nie verwirklichte Planungen hervor. Demnach wollten die Gebrüder ursprünglich auch die östlich an den Neubau anschließenden Gebäude, also die älteste Substanz des Saalhofs mit der Kapelle, abbrechen und neu bebauen. Dies hätte eine gezogenere Form mit nur einem Obergeschoss und drei gedrungeneren Giebeln erlaubt. Aus einem unbekannten Grund fand der Abbruch der Altbauten nicht statt, und man wich, offenbar um dennoch die avisierte Gesamtfläche zu erreichen, dahingehend ab, dass man dem Bau ein weiteres Stockwerk und ein wesentlich größeres Dach aufsetzte.
Johann Bernus starb kinderlos und Heinrich Bernus hinterließ nur einen Sohn, Jakob Bernus. Dieser vereinigte den Saalhof und alle zugehörigen Gebäude in den Jahren 1726 bis 1749 in einer Hand und veranschlagte den Gesamtbesitz auf 60.000 Gulden, den er seinen fünf Kindern hinterließ. Ab diesem Zeitpunkt wurde er von verschiedenen angesehenen Frankfurter Familien in Form einer Besitzgenossenschaft besessen und verwaltet.
Im frühen 19. Jahrhundert fiel der gesamte Altstadtkern durch die schwindende Bedeutung der Messe, den Wegfall der feierlichen Kaiserkrönungen und die Entstehung neuer, repräsentativer Wohnquartiere außerhalb der spätmittelalterlichen Stadtgrenzen in einen Dornröschenschlaf. Auch der Saalhof dürfte in jenen Jahren zumindest in seinen weniger repräsentativen Teilen unter mangelnder Instandhaltung und Zweckentfremdung in seiner Substanz gelitten haben. Carl Theodor Reiffenstein, der seit den 1830er Jahren zahlreiche bauliche Veränderungen im Altstadtkern dokumentierte, schrieb:
Der alte Saalhof fesselte von je her meine Aufmerksamkeit und Einbildungskraft in hohem Grade, und meine ersten, mit künstlerischem Bewusstsein ausgeführten Darstellungsversuche habe ich an seinen verschiedenen Gebäuden ausgeübt. Immer zog es mich unwiderstehlich durch das Thor in den stillen Hof, und obgleich damals (1835–1836) kaum wusste, dass es ein historisch so wichtiges Gebäude sei, kehrte ich doch stets dahin zurück. Damals war es leicht und bequem, in dem Hofe Studien zu machen, indem die weitläufigen Gebäude beinahe unbewohnt lagen und der grösste Theil der unteren Räume, als Gewölbe und Warenlager vermietet, selten besucht wurde. Hohes Gras wuchs reichlich daselbst und der Ort war einsam und abgeschlossen, indem das Geräusch des öffentlichen Lebens nicht so leicht hinein drang, überhaupt in der Stadt damals noch lange kein so lebhafter Verkehr herrschte wie heutzutage. […] Die Fenster mit den runden Scheiben waren meistens erblindet, auch fehlten der Scheiben manche und an Spinnweben war kein Mangel. […] Der dicke Thurm war ein merkwürdiges Gebäude, an dem Baukunst beinahe eines jeden Jahrhunderts ihre Spuren zurückgelassen hatte. […] Die furchtbar dicken Mauern waren theilweise geborsten, […] Aber die Kapelle! […] Es herrschte eine Todtenstille, und ein Modergeruch trug nicht wenig dazu bei, den Eindruck zu verstärken.

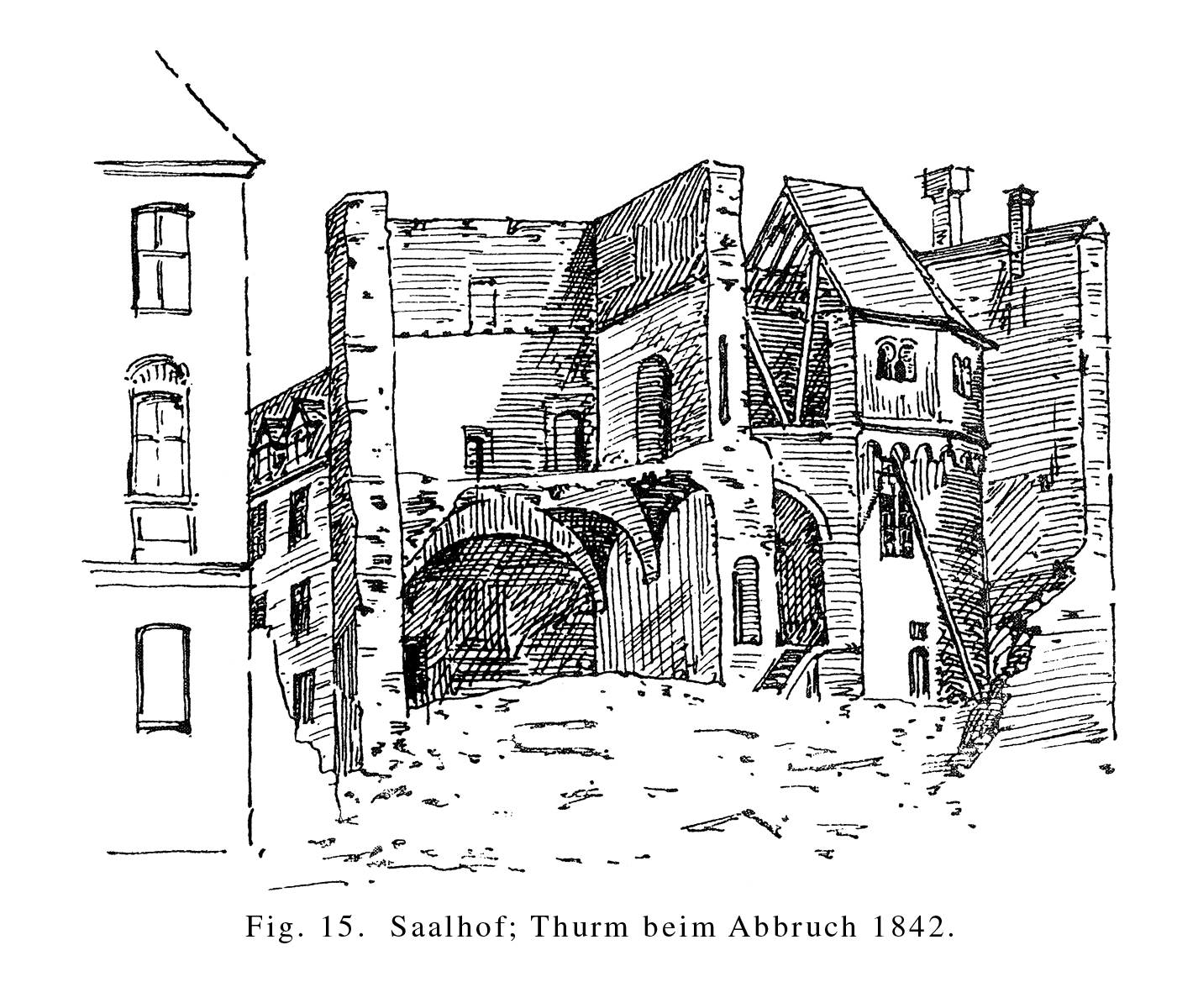
Abbrucharbeiten 1842

Dennoch kam es 1840 bis 1842 mit dem von Rudolf Burnitz in neuromanischen Formen errichteten Burnitzbau zu einem weiteren repräsentativen Bauprojekt. Der Eckturm der staufischen Burg wurde für ihn niedergelegt. Hierzu sei Reiffenstein erneut zitiert:
Die Nachricht, der Saalhof wird abgebrochen, traf uns alle wie ein Donnerschlag, und brachte unter uns damals noch ganz jungen Leuten eine merkwürdige Aufregung hervor. Wir hatten uns theilweise an den Studien und den damit verbundenen Eindrücken gross gezogen und sollten das nun Alles mit einem Male vor unsern Augen fallen sehen. Alles lief hin und zeichnete und mass. Wo die Sachen alle hingekommen, weiss ich nicht. […] Nur die Kapelle blieb stehen, wurde aber auch in ihrem Aeusseren ziemlich modernisiert. Im Jahre 1842 im Frühling begann der Abbruch der oben erwähnten Gebäude, und wurde ein neues Haus an deren Stelle gesetzt; […] Die nach dem Maine zu gelegenen, auf die alte Stadtmauer aufgesetzten Gebäude aber wurden nebst dieser bis auf den Grund abgebrochen.
Der neu entstandene, viergeschossige Bau mit acht Fensterachsen ist ein wichtiger Meilenstein der Frankfurter Baugeschichte, weil mit ihm erstmals der seit Anfang des 19. Jahrhunderts vorherrschende strenge Klassizismus verlassen wird. Der Burnitzbau greift mit seinen Rundfenstern und dem Zinnenkranz am Dach romanische Stilelemente auf und erinnert an mittelalterliche Paläste wie den Palazzo Vecchio. Gleichzeitig mit der Errichtung des Burnitzbaus wurde das aus dem 14. Jahrhundert stammende Fahrtor abgerissen und das Mainufer wegen der Hochwassergefahr um etwa zwei Meter aufgeschüttet.

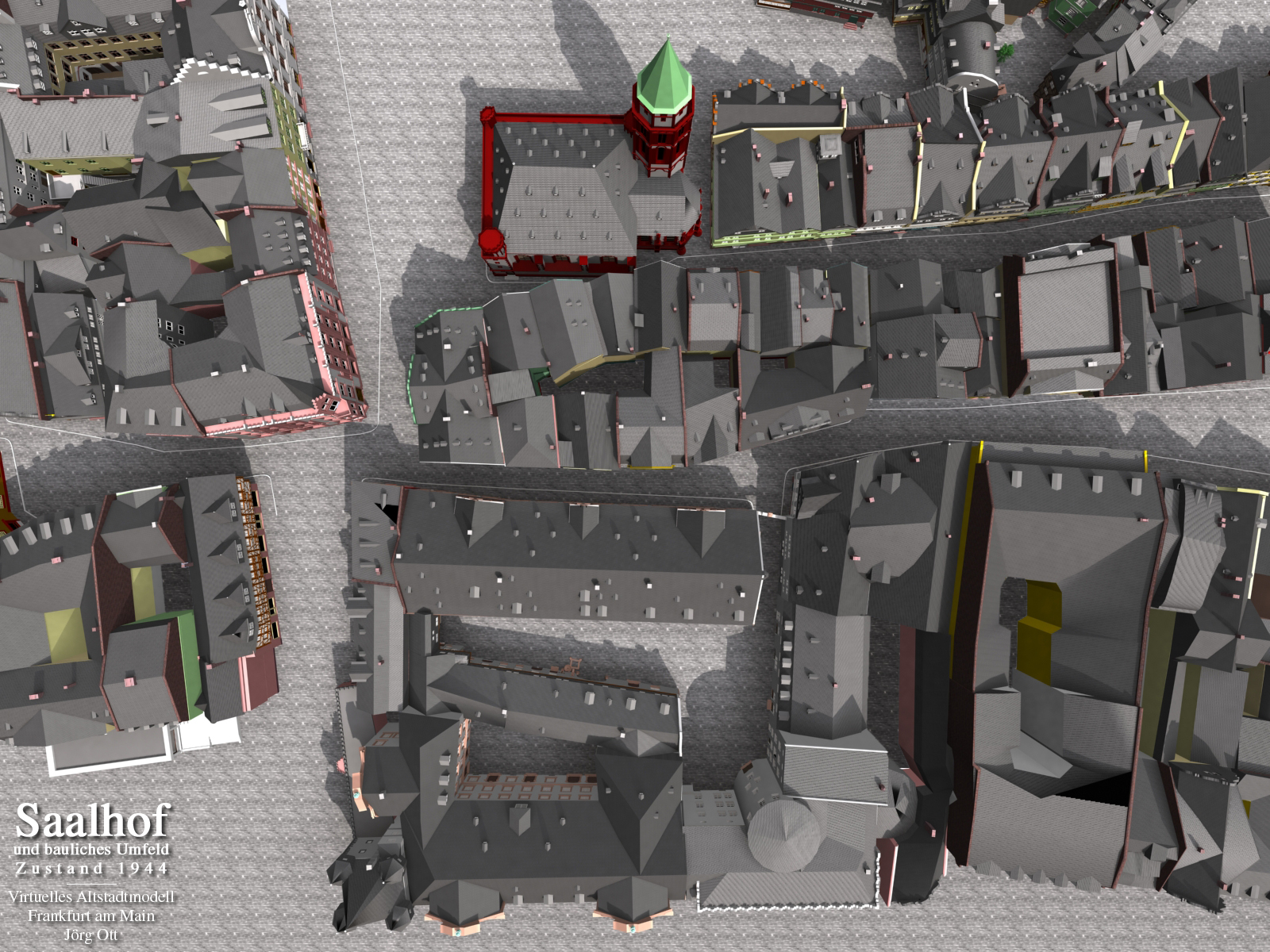
Luftbild 1944, Virtuelles Altstadtmodell Jörg Ott

Die Ostseite des Saalhofes war bis zum Zweiten Weltkrieg von dichter Wohnbebauung umgeben, die sich bis zur Heiliggeistpforte hinzog. Östlich des Marstalls an der Saalgasse gelangte man durch eine schmale Gasse zunächst in einen nördlichen Innenhof. Dieser wurde im Norden von der Rückseite des Marstalls, im Westen von der rückwärtigen Brandwand des Hauses Fahrtor 4, auch genannt Roter Krebs, im Osten von den staufischen Gebäudeteilen und im Süden von einem langgezogenen Anbau am Bernusbau begrenzt. In diesem befand sich auch eine Durchfahrt, welchen den Zugang in einen südlichen, sehr kleinen Innenhof ermöglichte.
Die Saalhofkapelle, ältester erhaltener Sakralbau der Frankfurter Altstadt, war vermietet und diente als Privatbibliothek und Schreibzimmer. Nur Teile der Kapelle waren vom Mainkai aus sichtbar, der Rest hinter einer Pergola verborgen. Von der Saalgasse aus musste man erst das Haus Nr. 29, auch genannt Kleiner Saalhof, sowie sein Hinterhaus durchqueren, um in einen winzigen Hof zu gelangen, in dem die Kapelle nach Osten frei stand. Da man keine anderweitigen archäologischen Befunde hatte, galt der Saalhof als romanischer Umbau der alten karolingischen Königspfalz. Erst 1936 bis 1942 zeigten die – damals unveröffentlichten – Grabungsergebnisse Heinrich Bingemers, dass es sich beim Saalhof um ein rein staufisches Bauwerk handelte.

## Zerstörung und Wiederaufbau

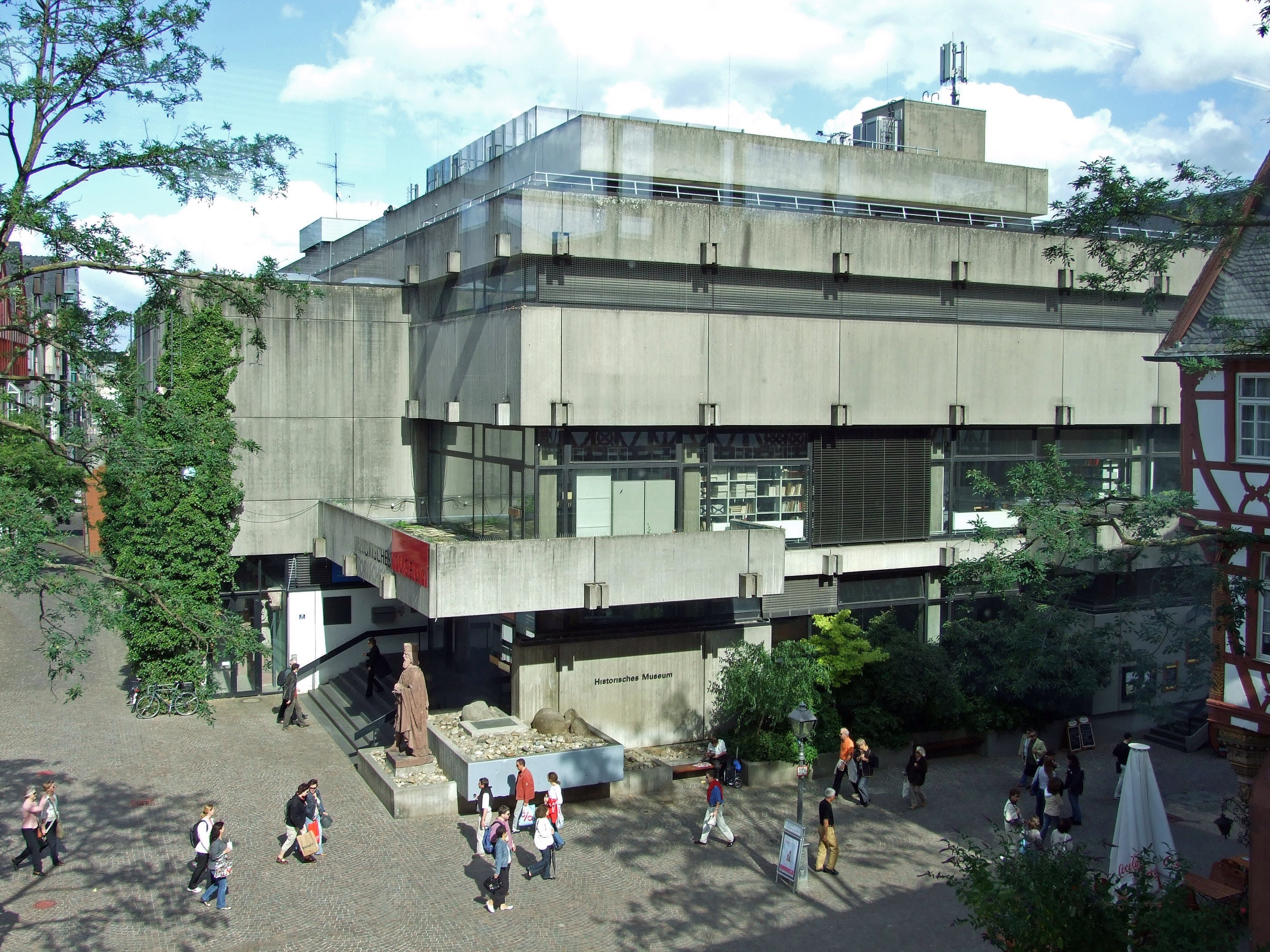
Der Betonbau des Historischen Museums an der Saalgasse

1944 zerstörten Luftangriffe bis auf Fahrtor 6 alle Gebäude und daran angebauten Bauten des Saalhofes. Anfang der fünfziger Jahre wurden zunächst der Rententurm, der Bernusbau und der Burnitzbau – zunächst als Rohbauten ohne Innenausstattung – wiederaufgebaut. Den nördlichen Anbau des Bernusbaus stellte man nicht wieder her, wodurch ein großer, bis heute zu sehender Innenhof entstand. Im November 1955 bezogen die Museumsverwaltung und die Graphische Sammlung des Historischen Museums, dessen sämtliche Vorkriegsbauten zerstört worden waren, den Burnitzbau. Ab März 1956 diente der noch mit einem Notdach versehene Bernusbau als Depot für das Museum. 1958 begannen umfangreiche archäologische Forschungen auf dem Saalhofgelände, die bis 1961 dauerten. Die Befunde zeigten, dass das Mainufer ursprünglich sogar über vier Meter tiefer lag als heute und bereits im Mittelalter immer wieder aufgeschüttet worden war.
1966 bis 1967 wurde die historische Saalhofkapelle renoviert. 1971 begann der Neubau des Historischen Museums an der Saalgasse, dessen erster Bauabschnitt bereits im Oktober 1972 eröffnet wurde. Für den Neubau wurde die nördliche Burgringmauer an der Saalgasse abgerissen. Außerdem brach man das völlig unversehrte, spätklassizistische Haus Freudenberg (früher auch Brabant) an der Ecke Saalgasse/Fahrtor ab. Das nach 1833 errichtete Gebäude hatte zwar nicht die kulturhistorische Bedeutung wie etwa das gegenüberliegende Haus Wertheim. Der Abriss ist aus heutiger Sicht aber dennoch unverständlich, da es trotz allem ein vollständig erhaltenes Altstadthaus war.
Der bunkerartige, im Stil des Brutalismus errichtete und nahezu fensterlose Betonbau des Historischen Museums zog von Anfang an viel Kritik auf sich. Nachdem zeitweise auch der Abriss des Historischen Museums oder der Umbau zu einem Hotel diskutiert wurde, entschied die Stadt sich im November 2005 für einen Umbau. Der Betonbau sollte eine Natursteinfassade erhalten. Zum Fahrtor gelegene Teile sollten abgerissen werden, der zur Alten Nikolaikirche hin gelegene Flügel einen Anbau erhalten. Darüber hinaus war geplant, den Innenhof zu überdachen und die Ausstellungsflächen zu vergrößern.

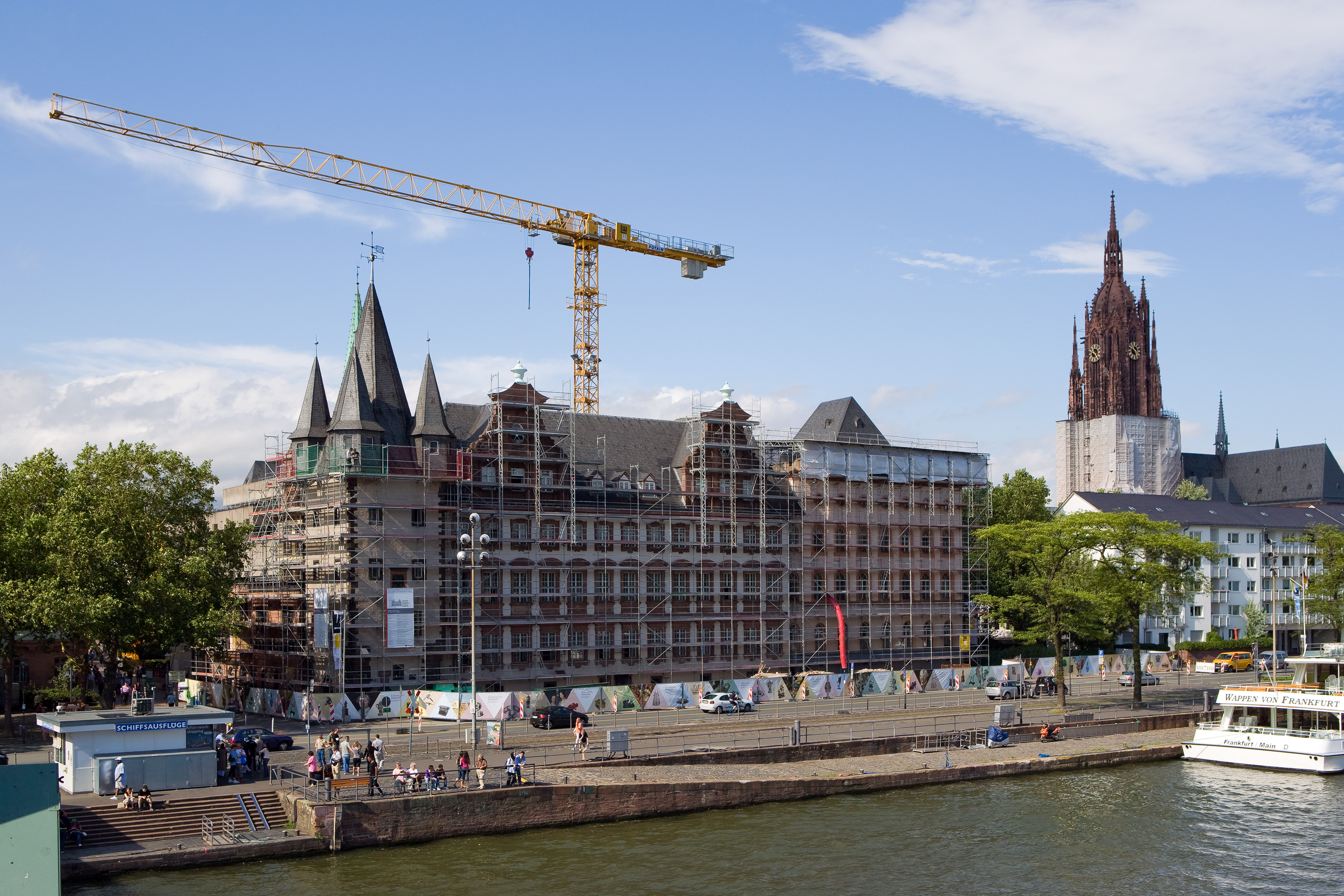
Eingerüsteter Saalhof vom Eisernen Steg aus, Juli 2009

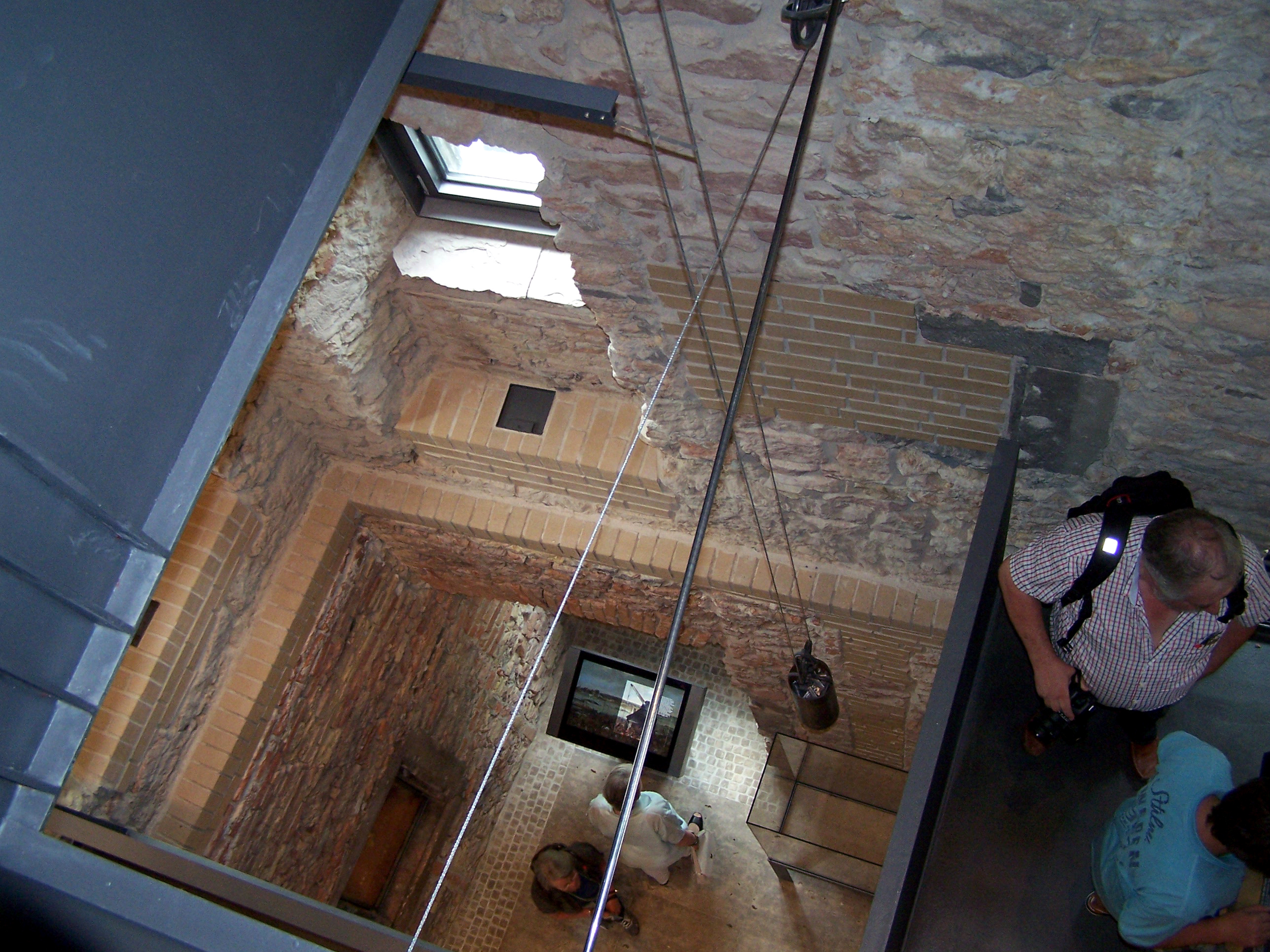
Blick von oben in das Innere des Rententurms nach der Umgestaltung von 2012

Wegen der öffentlichen Diskussion über die Neugestaltung der Frankfurter Altstadt verzögerte sich der Umbau jedoch. Ein im Dezember 2006 veröffentlichtes Gutachten kam zu dem Ergebnis, dass ein vollständiger Abriss der Betongebäude mit anschließendem Neubau 29 Millionen Euro kosten würde gegenüber 22,1 Millionen für den geplanten Umbau. Im Februar 2007 teilte der Planungsdezernent daraufhin mit, dass der Betonbau abgerissen und ein Neubau errichtet werden soll, für den ein Architektenwettbewerb ausgeschrieben wurde. Die Entwürfe sollten sich in die historische Bebauung des Römerbergs mit dem benachbarten Haus Wertheim und der Alten Nikolaikirche einfügen. Im Rahmen des Neubaus sollte die Ausstellungsfläche des Historischen Museums auf etwa 3000 Quadratmeter für die Dauerausstellung und 800 bis 1000 Quadratmeter für Wechselausstellungen vergrößert werden.
Die von einer Jury bewerteten Entwürfe wurden Ende Januar 2008 der Öffentlichkeit vorgestellt. Der Siegerentwurf des Stuttgarter Architektenbüros Lederer+Ragnarsdóttir+Oei sieht einen viergeschossigen Neubau mit zwei langen Satteldächern entlang der Saalgasse und einem Doppelgiebel zum Fahrtor vor. Das Gebäude greift den Stil und die Form der Schirn Kunsthalle auf. Ein weiterer, kleinerer Neubau ergänzt die zum Main hin gelegenen Altbauten des Saalhof.
Vor der Errichtung des Neubaus erfolgte ab 2009 zunächst eine grundlegende Sanierung der historischen Bauteile. Im Rahmen der Sanierung der Altbauten war der Saalhof seit Anfang Juli 2009 vollständig eingerüstet. Die einzelnen Gebäude aus dem 12. bis 19. Jahrhundert wurden in ihrem Innern wieder erkennbar und in ihrer Geschichte erlebbar gemacht. Dafür wurden fast alle Einbauten des 19. und vor allem der Nachkriegsjahre des 20. Jahrhunderts denkmalschutzgerecht zurückgenommen und die Gebäude wieder auf einen historischen Stand um 1800 zurückgeführt. Die ehemaligen Mauern des Bergfrieds werden innerhalb des heutigen Gebäudekomplexes durch Säulenreihen markiert. Am 26. Mai 2012 ist dieses Ensemble für die Besucher eröffnet worden. Der Rententurm wurde wieder über seine Wendeltreppe erschlossen und dient unter anderem als öffentlich zugängliche Aussichtsplattform auf das Mainufer. Er ist erstmals in seiner Geschichte für die Öffentlichkeit zugänglich. Im Inneren sind Metallböden eingebaut, die einerseits eine Nutzung als Ausstellungsfläche ermöglichen und andererseits einen senkrechten Durchblick durch den Turm ermöglichen. Außerdem wurde der Turm wieder mit einer funktionsfähigen Turmuhr versehen, wie er sie in der Vergangenheit schon hatte.
Der Bau aus den 1970er Jahren wurde 2011 abgerissen und 2012 mit dem Neubau begonnen, der 2017 fertiggestellt wurde.